# Liste des lauréats d'ECHO-Klassik
 (décembre 2020).
 (décembre 2020).
Cet article donne la liste de tous les lauréats du prix allemand de musique classique, ECHO Klassik.

## Enregistrement multicanal de l'année[1](en allemand: Audiophile Mehrkanaleinspielung des Jahres)
- 2017 :  Allemagne MDG,  Allemagne Christoph Schoener (Bach : Orgeltoccaten)
- 2016 :
  -  Allemagne MDG,  Allemagne Gerhild Romberger,  Chili Alfredo Perl, (Mahler : Lieder)
  -  Allemagne Ingo Schmidt-Lucas,  Allemagne Musicaphon (Johann Georg Linike : Mortorium) Sonderpreis für 3D-Kopfhöreraufnahme
- 2015 :  Allemagne Friedrich Wilhelm Rödding,  Allemagne MDG
- 2014 :  Allemagne RIAS Kammerchor, Akademie für Alte Musik Berlin,  Belgique René Jacobs (J.S. Bach : Matthäus-Passion)
- 2013 :  Pays-Bas Ewald Kooiman (en),  Allemagne Ute Gremmel-Geuchen,  Allemagne Gerhard Gnann,  Allemagne Bernhard Klapprott (de) (J.S. Bach : Die Orguewerke)

jusqu'en 2012Enregistrement Surround de l'année
- 2012 :  Allemagne Orchestre de chambre Dogma,  Allemagne Mikhail Gurewitsch (American Stringbook)
- 2011 :  Allemagne Christian Zacharias,  Suisse Orchestre de Chambre de Lausanne (pianokonzerte (Mozart))
- 2010 :  Allemagne Karl Amadeus Hartmann und das Streichquartett
- 2009 :  Allemagne Christian Zacharias,  Suisse Orchestre de chambre de Lausanne (Wolfgang Amadeus Mozart, pianokonzerte KV 459 und 466)
- 2008 :  Allemagne Anja Harteros,  Allemagne Sächsische Staatskapelle Dresden,  Italie Fabio Luisi (Eine Alpensinfonie op.64 / Vier letzte Lieder)
- 2007 :  Ukraine Roman Kofman,  Allemagne Orchestre Beethoven de Bonn,  Tchéquie Chœur philharmonique tchèque de Brno (cs) (Christus (Franz Liszt))
- 2006 :  Hongrie Ádám Fischer,  Autriche Hongrie Orchestre philharmonique austro-hongrois Haydn (de) (J. Haydn : Sinfonien Nr. 92 & 94, Ouvertüre "La fedelta premiata")

## Meilleures ventes de l'année
- 2015:  Allemagne David Garrett (Timeless – Brahms & Bruch Violin Concertos)
- 2014:  Allemagne David Garrett (Garrett vs. Paganini)
- 2013:  Chine Lang Lang (The Chopin Album)
- 2012:  Allemagne David Garrett (Legacy)
- 2009:  Autriche The Cistercian Monks of Stift Heiligenkreuz (Chant – Music for Paradise)
- 2008:  Russie Anna Netrebko,  Mexique Rolando Villazón (Duets)
- 2007:  Russie Anna Netrebko (Russian Album)
- 2006:  Russie Anna Netrebko (G. Verdi: La traviata)
- 2005:  Russie Anna Netrebko (Sempre libera)
- 2004:  Italie Cecilia Bartoli (The Salieri Album)
- 2003:  Royaume-Uni London Symphony Orchestra,  États-Unis Lorin Maazel,  Italie Andrea Bocelli (Sentimento)
- 2002:  Italie Cecilia Bartoli (Italien arias)
- 2000:  Italie Andrea Bocelli (Sacred arias)
- 1999:  Belgique Helmut Lotti (Helmut Lotti Goes Classic II)
- 1998:  Italie Andrea Bocelli (Aria – The Opera Album)
- 1997:  Italie Andrea Bocelli (Viaggio italiano)
- 1996:  Singapour Vanessa Mae (The Violin Player)
- 1995: (Les trois Ténors)  Espagne José Carreras,  Italie Luciano Pavarotti,  Espagne Plácido Domingo (The Three Tenors in Concert 1994)
- 1994:  Espagne Plácido Domingo,  États-Unis Diana Ross,  Espagne José Carreras (Christmas in Vienna)

## Enregistrement de l'année d'œuvre chorale, d'oratorio, de messe
- 2015 :
  -  Allemagne Chœur de chambre d'Allemagne du Nord (de) (Melchior Frank : Chorwerke)
- 2014 :
  -  Allemagne RIAS Kammerchor, Akademie für Alte Musik Berlin,  Belgique René Jacobs (J.S. Bach : Matthäus-Passion)
- 2013 :
  -  Allemagne Vocalconsort Berlin,  James Wood (Carlo Gesualdo : Sacrae Cantiones, Liber secundus)
- 2012 :
  -  Allemagne Chœur de la radio bavaroise (de),  Allemagne Orchestre de chambre de Munich,  Pays-Bas Peter Dijkstra (Fauré : Requiem) (Chor/Ensemblemusik 18./19. Jahrhundert)
  -  Cuba Coro Nacional de Cuba (en),  Cuba Digna Guerra (El canto quiere ser luz) (Chor/Ensemblemusik 20./21. Jahrhundert)
  -  Royaume-Uni John Eliot Gardiner (J. C. Bach : Welt, gute Nacht) (Chor/Ensemblemusik 16./17. Jahrhundert)
  -  Allemagne Ensemble vocal de la SWR de Stuttgart (de),  Allemagne Chœur de la radio WDR de Cologne (de),  Allemagne Orchestre symphonique de la WDR de Cologne,  Hongrie Péter Eötvös (Ligeti : Requiem, Apparitions, San Francisco Polyphony) (Chor/Ensemblemusik 20./21. Jahrhundert)
- 2011 :
  -  Allemagne Christoph Spering,  Allemagne Das Neue Orchester,  Allemagne Chorus Musicus Cologne (he) (Elias (Mendelssohn Bartholdy)) (Chor/Ensemblemusik 18./19. Jahrhundert)
  -  Royaume-Uni Marcus Creed,  Allemagne Ensemble vocal de la SWR de Stuttgart (de) (Chorwerke (Villa-Lobos)) (Chor/Ensemblemusik 20./21. Jahrhundert)
- 2010 :
  -  Allemagne Ensemble Amarcord (Rastlose Liebe) (Chor/Ensemblemusik 18./19. Jahrhundert)
  -  Belgique Huelgas Ensemble,  Belgique Paul van Nevel (La poesia cromatica (Michelangelo Rossi)) (Chor/Ensemblemusik 16./17. Jahrhundert)
  -  Allemagne Chœur de filles d'Hanovre (de),  Allemagne Knabenchor Hannover (Glaubenslieder - Neue Kantaten Zum Kirche) (Chor/Ensemblemusik 20./21. Jahrhundert)
  -  Autriche Nikolaus Harnoncourt,  Autriche Arnold Schoenberg Chor,  Autriche Concentus Musicus Wien (Die Jahreszeiten (Joseph Haydn)) (Chor/Ensemblemusik 18./19. Jahrhundert)
  -  Argentine Osvaldo Golijov (Die Markus-Passion) (Chor/Ensemblemusik 20./21. Jahrhundert)
- 2009 :
  -  Allemagne Dorothea Röschmann,  Allemagne Christian Gerhaher,  Argentine Bernarda Fink,  Allemagne Werner Güra,  Allemagne Symphonieorchester des Bayerischen Rundfunks,  Autriche Nikolaus Harnoncourt (Robert Schumann, Das Paradies und die Peri) (Chor/Ensemblemusik 18./19. Jahrhundert)
  -  Suisse Ensemble Peregrina (Filia praeclara) (Chor/Ensemblemusik 16./17. Jahrhundert - a cappella)
  -  Allemagne Chœur de la radio de Berlin,  Allemagne Orchestre philharmonique de Berlin,  Royaume-Uni Sir Simon Rattle (Igor Stravinsky, Psalmensinfonie, Sinfonie in C, Sinfonie in drei Sätzen) (Chor/Ensemblemusik 20./21. Jahrhundert - Accompagnato)
  -  Suède Stefan Parkman (en),  Allemagne Chœur de la radio de Berlin (Ernst Pepping, Passionsbericht des Matthäus) (Chor-/Ensemblemusik 20./21. Jahrhunderts - a cappella)
  -  Pays-Bas Ton Koopman (Dietrich Buxtehude, Opera Omnia VII - Vokal Werke Vol. 3) (Chor/Ensemblemusik 16./17. Jahrhundert - Accompagnato)
- 2008 :
  -  Allemagne Handel’s Company,  Allemagne Chœur de chambre de l'église Sainte-Marie de de Lemgo,  Allemagne Rainer Johannes Homburg (Missa St. Michaelis Archangeli) (Chor-/Ensemblemusik des 16./17. Jahrhunderts)
  -  États-Unis Keith Ikaia-Purdy,  Allemagne Sächsische Staatskapelle Dresden,  Allemagne Chor der Sächsischen Staatsoper Dresden,  Allemagne Sinfoniechor Dresden,  Allemagne Académie de chant de Dresde (de),  Royaume-Uni Colin Davis (Große Totenmesse) (Chor-/Ensemblemusik des 18./19. Jahrhunderts)
  -  Allemagne Norddeutscher Figuralchor (de),  Allemagne Jörg Straube (de) (Passionsmusik op.6 / Psalm 137) (Chor-/Ensemblemusik des 20./21. Jahrhunderts - a cappella)
  -  France Sandrine Piau,  Australie Steve Davislim,  Allemagne RIAS Kammerchor,  Allemagne Scharoun Ensemble,  Pays-Bas Daniel Reuss (Le vin herbe - Der Zaubertrank) (Chor-/Ensemblemusik des 20./21. Jahrhunderts - Mit Begleitung)
- 2007 :
  -  Royaume-Uni Carolyn Sampson,  Royaume-Uni Robert King,  Royaume-Uni The King's Consort (Exsultate Jubilate! (Wolfgang Amadeus Mozart)) (Chor-/Ensemblemusik des 17./18. Jahrhunderts)
  -  Royaume-Uni Sir Simon Rattle,  Allemagne Dorothea Röschmann,  Allemagne Thomas Quasthoff,  Allemagne Berliner Philharmoniker,  Allemagne Chœur de la radio de Berlin (Ein Deutsches Requiem (Johannes Brahms)) (Chorwerkeinspielung des 19./20./21. Jahrhunderts)
- 2006 :
  -  Pays-Bas Harry van der Kamp,  Pays-Bas Gesualdo Consort (DC.P.E. Bach : Motetten, Litanei, Psalmen) (Chorwerkeinspielung des 16. Jahrhunderts)
  -  Allemagne Juliane Banse,  Allemagne Orchestre symphonique de la radio de Stuttgart,  Suisse Heinz Holliger (Ch. Koechlin : Vokalwerke mit Orchester) (Chorwerkeinspielung des 19./20./21. Jahrhunderts)
  -  Allemagne Knabenchor Hannover,  Allemagne Jörg Breiding (A. Hammerschmidt : Verleih uns Frieden) (a cappella/Ensemblemusik des 17./18. Jahrhunderts)
  -  Royaume-Uni Rosemary Joshua,  États-Unis Emma Bell,  États-Unis Lawrence Zazzo (en),  Royaume-Uni Jeremy Ovenden (pl),  Allemagne RIAS Kammerchor,  Allemagne Concerto Köln,  Belgique René Jacobs (G.F. Händel : Saul) (Chor-/Ensemblemusik des 17./18. Jahrhunderts)
- 2005 :
  -  Allemagne Chœur de la radio de Berlin,  Allemagne Orchestre philharmonique de Berlin,  Royaume-Uni Sir Simon Rattle (C. Orff : Carmina burana) (Chorwerkeinspielung des 19./20./21. Jahrhunderts)
  -  Allemagne MDR Rundfunkchor Leipzig (de),  Allemagne Orchestre symphonique de la MDR,  Royaume-Uni Howard Arman (en) (Carl Heinrich Graun : Der Tod Jesu) (Chorwerkeinspielung des 17./18. Jahrhunderts)
  -  États-Unis Tapestry (Hildegard von Bingen, Patricia Van Ness : Sapphire Night) (Chorwerkeinspielung des 16. Jahrhunderts)
- 2004 :
  -  Allemagne Konrad Junghänel (Altbachisches Archiv (Diverse)) (Chor/Ensemble-Musik des 17./18. Jahrhunderts)
- 2003 :
  -  Allemagne Chœur et Ensemble Balthasar-Neumann (de),  Allemagne Thomas Hengelbrock (Die Schöpfung (Joseph Haydn))
  -  Allemagne Orchestre philharmonique de Berlin,  Royaume-Uni Sir Simon Rattle (Gurrelieder (Arnold Schönberg)) (19./20. Jahrhundert)
  -  Allemagne Musicalische Compagney,  Allemagne Tölzer Knabenchor,  Allemagne Gerhard Schmidt-Gaden (Bußpsalmen (Orlando di Lasso))
- 2002 :
  -  Allemagne Cappella Coloniensis,  Allemagne Bruno Weil (Chorfantasie (L. v. Beethoven)) (19./20. Jahrhundert)
  -  Allemagne MDR Rundfunkchor Leipzig (de),  Royaume-Uni Howard Arman (Vesper/Gesänge Op. 37 (Sergej Rachmaninoff)) (a cappella)
  -  Allemagne Thomanerchor,  Allemagne Joachim Kühn (Bach Now! (J.S. Bach)) (17./18. Jahrhundert)
  -  Allemagne Thomas Hengelbrock (Musik für San Marco in Venedig) (16. Jahrhundert)
- 2001 :
  -  Allemagne Thomas Hengelbrock,  Allemagne Chœur et Ensemble Balthasar-Neumann (de) (Festa Teatrale)
  -  Autriche Concentus Musicus Wien,  Autriche Alice Harnoncourt,  Allemagne Christoph Prégardien (Matthäus-Passion)
  -  Allemagne Leipziger Universitätschor (de),  Allemagne Wolfgang Unger (de) (Liturgische Gesänge)
  -  Allemagne Chœur de la radio de Berlin,  Royaume-Uni Robin Gritton (Lieder - Chöre - Kanons (P. Hindemith))
- 2000 :
  -  Allemagne NDR Chor (de),  Allemagne Chœur de la radio de Berlin,  Allemagne Rundfunk-Sinfonieorchester Berlin,  Suisse Karl Anton Rickenbacher (La Transfiguration de Notre Seigneur Jesus-Christ) (19./20. Jahrhundert)
  -  Allemagne Thomas Hengelbrock (Requiem, Credo, Miserere (A. Lotti)) (18. Jahrhundert)
- 1999 :
  -  Allemagne Musica Antiqua Köln,  Allemagne Reinhard Goebel,  Royaume-Uni Gabrieli Consort & Players,  Royaume-Uni Paul McCreesh (Missa Salisburgensis) (17./18. Jahrhundert mit Instrumenten)
  -  Allemagne Norddeutscher Figuralchor (de),  Allemagne Jörg Straube (de) (Das gesamte geistliche Werk für Chor und orgue) (19./20. Jahrhundert a cappella)
  -  États-Unis Oregon Bach Festival Orchestra & Choir,  Allemagne Helmuth Rilling (Credo) (19./20. Jahrhundert mit Instrumenten)
  -  Allemagne Orlando di Lasso Ensemble (Il primo libro de madrigali) (17./18. Jahrhundert a cappella)
  -  Royaume-Uni The Cardinall's Musick,  Royaume-Uni Andrew Carwood (Salve Regina (R. Fayrfax)) (16. Jahrhundert)
- 1998 :
  -  Allemagne Norddeutscher Figuralchor (de),  Allemagne Jörg Straube (de) (Geistliche Chormusik)
- 1997 :
  -  Royaume-Uni The Monteverdi Choir,  Royaume-Uni The English Baroque Soloists,  Royaume-Uni John Eliot Gardiner (Die Schöpfung)
- 1996 :
  -  Allemagne Rheinische Kantorei,  Allemagne Dormagener Jugendkantorei,  Allemagne Das kleine Konzert,  Allemagne Hermann Max (Miserere)
- 1995 :
  -  Canada Donna Brown,  France Jean-Luc Viala,  Suisse Gilles Cachemaille,  Royaume-Uni Monteverdi Choir,  Royaume-Uni Orchestre Révolutionnaire et Romantique,  Royaume-Uni John Eliot Gardiner (Messe solennelle)
- 1994 :
  -  Belgique Huelgas Ensemble,  Belgique Paul Van Nevel (Vesper Psalms and Lamentations)

## Chef d'orchestre de l'année
- 2015:  États-Unis David Zinman
- 2014:  Canada Yannick Nézet-Séguin
- 2013:  Finlande Esa-Pekka Salonen
- 2012:  Italie Riccardo Chailly
- 2011:  Lettonie Andris Nelsons
- 2010:  États-Unis Paavo Järvi
- 2009:  France Sylvain Cambreling
- 2008:  Allemagne Michael Gielen
- 2007:  Lettonie Mariss Jansons
- 2006:  Argentine Daniel Barenboim
- 2005:  Italie Claudio Abbado
- 2003:  Royaume-Uni Sir Simon Rattle
- 2002:  Italie Claudio Abbado
- 2001:  Allemagne Günter Wand
- 2000:  Argentine Daniel Barenboim
- 1999:  États-Unis Lorin Maazel
- 1998:  Allemagne Ingo Metzmacher
- 1997:  Allemagne Bruno Weil
- 1996:  Italie Giuseppe Sinopoli
- 1995:  Royaume-Uni John Eliot Gardiner
- 1994:  Royaume-Uni Sir Simon Rattle

## Réalisation éditoriale de l'année
- 2015:
  -  France Warner Classics
  -  Allemagne cpo
- 2014:
  -  Suède BIS Records
- 2012:
  -  Allemagne Siegbert Rampe
- 2011:
  -  Pays-Bas Ben van Oosten
- 2010:
  -  Norvège Leif Ove Andsnes
- 2009:
  -  Allemagne Harald Genzmer
- 2008:
  -  Allemagne Stefan Irmer
- 2007:
  -  Allemagne Sächsische Staatskapelle Dresden
  -  Allemagne Unitel Classica,  Allemagne Bernhard Fleischer,  Allemagne Moving Images
- 2006:
  -  Russie Dmitri Georgijewitsch Kitajenko,  Allemagne Gürzenich-Orchester
- 2005:
  -  Allemagne Deutsche Grammophon
  -  Allemagne Delta Music,  Allemagne Capriccio
- 2003:
  -  Allemagne Musikproduktion Dabringhaus & Grimm
- 2002:
  -  Allemagne EMI Group
- 2001:
  -  Allemagne Thorofon
- 2000:
  -  États-Unis RCA Red Seal
- 1999:
  -  Allemagne SWR Radio-Sinfonieorchester Stuttgart
- 1998:
  -  Allemagne Ensemble Villa Musica
- 1997:
  -  Pays-Bas Amsterdam Baroque Orchestra,  Pays-Bas Ton Koopman
- 1996:
  -  Allemagne Bamberger Symphoniker,  Allemagne Horst Stein
- 1995:
  -  Allemagne Koch Schwann
- 1994:
  -  Royaume-Uni Decca Records

## Enregistrement de l'année dans le domaine de la musique ancienne
- 1998:  Royaume-Uni The Harp Consort (Italian Concerto)
- 1997:  Suisse Camerata Bern,  Autriche Thomas Zehetmair (Le Quattro Stagioni)
- 1996:  Royaume-Uni The Academy of Ancient Music,  Royaume-Uni Christopher Hogwood,  Royaume-Uni Emma Kirkby,  Royaume-Uni Catherine Bott,  Royaume-Uni John Mark Ainsley (en) (The Indian Queen)
- 1995:  Royaume-Uni Gabrieli Consort & Players,  Royaume-Uni Paul McCreesh (Christmette)
- 1994:  Allemagne Musica Antiqua Köln,  Allemagne Reinhard Goebel (Dresden Concerti)

## Enregistrement de l'année de musique duXXesiècle
- 1998:  Allemagne Steffen Schleiermacher (Complete Piano Music Vol. 1)
- 1997:  Allemagne Frankfurter Kantorei (en),  Allemagne Orchestre du Gürzenich de Cologne,  Allemagne Philharmonie de Cologne (de),  États-Unis James Conlon (Der Zwerg)
- 1996:  Royaume-Uni Sarah Leonard,  Allemagne Cornelia Kallisch,  États-Unis Thomas Randle,  Allemagne Udo Samel,  Allemagne Männerchor der Bamberger Symphoniker,  Allemagne Bamberger Symphoniker,  Allemagne Ingo Metzmacher (Sinfonie Nr. 1, Mahnmal für Lidice, Canti di vita e d’amore)
- 1995:  Russie Anatol Ugorski (Catalogue d’oiseaux)
- 1994:  États-Unis Jessye Norman,  États-Unis Metropolitan Opera Orchestra,  États-Unis James Levine (Erwartung, Brettl-Lieder)

## Ensemble/Orchestre de l'année
- 2015:
  -  Allemagne Orchestre philharmonique de Rhénanie-Palatinat
  -  Allemagne Académie de chambre de Potsdam (de)
  -  France Quatuor Ébène
- 2014:
  -  Allemagne Berolina Ensemble
  -  Allemagne Chœur de la radio bavaroise (de)
  -  Allemagne Orchestre symphonique de la SWR de Baden-Baden et Fribourg-en-Brisgau
- 2013:
  -  Autriche Concentus Musicus Wien,  Autriche Nikolaus Harnoncourt
  -  États-Unis Orchestre symphonique de San Francisco
- 2012:
  -  Allemagne Ensemble Amarcord,  Allemagne Quatuor de Leipzig (Vocal Musik)
  -  Allemagne Freiburger Barockorchester (Historische Instrumente)
  -  France Quatuor Ébène (Neue Instrumente)
- 2011:
  -  Autriche Christina Pluhar,  Autriche L'Arpeggiata (Historische Instrumente)
  -  Autriche Quatuor Hagen (Neue Instrumente)
  -  Suisse Hespèrion XXI (Historische Instrumente)
  -  Allemagne musikFabrik (de) (Neue Instrumente)
- 2010:
  -  Allemagne Lautten Compagney,  Allemagne Wolfgang Katschner (de) (Alte Musik)
  -  Allemagne Chœur figuratif d'Allemagne du Nord (de) (Vocal Musik)
  -  Allemagne Orchestre symphonique de la Radiodiffusion bavaroise,  Lettonie Mariss Jansons (Neue Musik)
- 2009:
  -  Italie Il Giardino Armonico (Alte Musik)
  -  Allemagne Staatskapelle de Dresde,  Italie Fabio Luisi (Orchester des Jahres)
  -  Allemagne Ensemble vocal de la SWR de Stuttgart (de),  Royaume-Uni Marcus Creed (Vocal Musik)
- 2008:
  -  Royaume-Uni Belcea Quartet (Kammermusikensemble)
  -  Suisse Orchestre de chambre de Bâle,  Italie Giovanni Antonini (Orchester/Ensemble)
  -  France Le Concert d’Astrée,  France Emmanuelle Haïm (Alte Musik Ensemble)
- 2007:
  -  Allemagne Concerto Köln (Alte Musik)
  -  Allemagne Orchestre d'État de Berlin (Neue Musik)
  -  Tchéquie Tschechischer Philharmonischer Chor Brünn (Vocal Musik)
- 2006:
  -  Autriche Nikolaus Harnoncourt,  Allemagne Italie Concentus Musicus Wien,  Autriche Arnold Schoenberg Chor (Vocal Musik)
  -  Italie Riccardo Chailly,  Allemagne Gewandhausorchester (Neue Musik)
  -  États-Unis William Christie,  France Les Arts Florissants (Alte Musik)
- 2005:
  -  Allemagne Les 12 violoncellistes (Neue Musik)
  -  Allemagne Nova Stravaganza,  Allemagne Siegbert Rampe (de) (Alte Musik)
  -  Allemagne Singer Pur (de) (Vocal Musik)
- 2004:
  -  Autriche Concentus Musicus Wien,  Autriche Nikolaus Harnoncourt (Alte Musik)
  -  Allemagne Ensemble Modern (Neue Musik)
  -  Royaume-Uni The Hilliard Ensemble (Vocal Musik)
- 2003:
  -  Allemagne Ensemble Modern
  -  Allemagne Hille Perl,  États-Unis Lee Santana,  Steve Player
  -  Allemagne Orlando di Lasso Ensemble
- 2002:
  -  Allemagne Palast Orchester,  Allemagne Max Raabe (Neue Musik)
  -  Italie Venice Baroque Orchestra,  Italie Giuliano Carmignola,  Italie Andrea Marcon (Alte Musik)
- 2001:
  -  Espagne Al Ayre Español (Vocal Musik)
  -  Allemagne Orlando di Lasso Ensemble,  Allemagne Detlef Bratschke (Alte Musik)
  -  Israël Allemagne Duo Tal & Groethuysen (Neue Musik)
- 2000:
  -  Autriche Quatuor Alban Berg (Neue Musik)
  -  Royaume-Uni The Clerk’s Group (Alte Musik)
  -  Royaume-Uni The English Baroque Soloists (Vocal Musik)
- 1999:
  -  Espagne Al Ayre Español,  Espagne Eduardo López Banzo (Alte Musik)
  -  Allemagne Christian Zacharias,  Allemagne Quatuor de Leipzig (Allgemein)
  -  Autriche HK Gruber,  Allemagne Ensemble Modern (Neue Musik)
  -  Royaume-Uni The King's Consort (Vocal Musik)
- 1998:
  -  Suisse I Salonisti (Neue Musik)
  -  Italie Il Giardino Armonico (Alte Musik)
  -  Allemagne Orlando di Lasso Ensemble (Vocal Musik)
- 1997:
  -  États-Unis Quatuor Emerson
  -  Allemagne Ensemble Modern
  -  Belgique Huelgas Ensemble
- 1996:
  -  Allemagne Jörg Hering,  Pays-Bas Harry van der Kamp,  Allemagne Tölzer Knabenchor,  Canada Tafelmusik Baroque Orchestra,  Allemagne Bruno Weil
- 1994:
  -  Autriche Quatuor Alban Berg

## Instrumentiste de l'année
- 2015:
  -  États-Unis Cameron Carpenter (orgue)
  -  Autriche Andreas Ottensamer (en) (clarinette)
  -  Chine Lang Lang (piano)
  -  Chine Tianwa Yang (violon) 
  -  Suisse Maurice Steger (flûte)[2]
- 2014:
  -  Canada Marc-André Hamelin (piano)
  -  Suisse Emmanuel Pahud (flûte)
  -  Allemagne Jan Vogler (en) (violoncelle)
  -  Allemagne Tabea Zimmermann (alto)
  -  Allemagne Frank Peter Zimmermann (violon)
- 2013:
  -  Argentine Martha Argerich
  -  Allemagne Reinhold Friedrich
  -  Argentine Sol Gabetta
  -  Allemagne Andreas Martin Hofmeir
  -  Grèce Leonídas Kavákos
- 2012:
  -  Royaume-Uni Alison Balsom
  -  Suisse Eduard Brunner
  -  Allemagne Isabelle Faust
  -  Allemagne Harald Vogel
- 2011:
  -  Allemagne Frank Bungarten
  -  Géorgie Lisa Batiashvili
  -  États-Unis Murray Perahia
  -  Italie Teodoro Anzellotti
  -  Norvège Truls Mørk
- 2010:
  -  Allemagne Albrecht Mayer
  -  Chine Lang Lang
  -  Allemagne Martin Schmeding
  -  Allemagne Siegbert Rampe
  -  Allemagne Tabea Zimmermann
- 2009:
  -  Allemagne Anne-Sophie Mutter (violon)
  -  France David Fray (piano)
  -  Suisse Emmanuel Pahud (flûte)
  -  Allemagne Wolfgang Bauer (trompette)
  -  France Xavier de Maistre (harpe)
- 2008:
  -  Allemagne Dorothee Oberlinger (bois)
  -  Hongrie Gábor Boldoczki (cuivres)
  -  Allemagne Johannes Moser (violoncelle)
  -  Royaume-Uni Nigel Kennedy (violon)
  -  Pologne Rafał Blechacz (piano)
- 2007:
  -  Allemagne Julia Fischer (violon)
  -  Italie Maurizio Pollini (piano)
  -  Pays-Bas Raaf Hekkema (saxophone)
  -  Argentine Sol Gabetta (violoncelle)
  -  Corée du Sud Yeon-Hee Kwak (hautbois)
- 2006:
  -  Afrique du Sud Daniel Hope (instruments à cordes)
  -  Venezuela Gabriela Montero (piano)
  -  Israël Sharon Kam (vents/clarinette)
- 2005:
  -  Allemagne Anne-Sophie Mutter (instruments à cordes)
  -  Suisse Emmanuel Pahud (vents)
  -  Allemagne Frank Bungarten (guitare)
  -  France Hélène Grimaud (piano)
  -  Lettonie Iveta Apkalna (orgue)
- 2004:
  -  Allemagne Albrecht Mayer (hautbois)
  -  Chine Lang Lang (piano)
  -  Danemark Nikolaj Znaider (violon)
- 2003:
  -  Russie Arcadi Volodos (piano)
  -  Suisse Emmanuel Pahud (flûte)
  -  Russie Maxim Vengerov (violon)
  -  Lettonie Mischa Maisky (violoncelle)
  -  Allemagne Sabine Meyer (clarinette)
- 2002:
  -  Russie Ievgueni Kissine (piano)
  -  États-Unis Hilary Hahn (violon)
  -  Allemagne Jan Vogler (en) (violoncelle)
  -  Russie Sergueï Nakariakov (trompette)
  -  Israël Sharon Bezaly (flûte)
- 2001:
  -  Russie Anna Gourari (piano)
  -  Suisse Emmanuel Pahud (flûte)
  -  Allemagne Hille Perl (viole de gambe)
  -  Royaume-Uni Nigel Kennedy (violon)
- 2000:
  -  Allemagne Christian Zacharias (piano)
  -  Royaume-Uni Nigel Kennedy (violon)
  -  Allemagne Sabine Meyer (clarinette)
  -  Allemagne Ulrich Herkenhoff (flûte de Pan)
  -  États-Unis Yo-Yo Ma (violoncelle)
- 1999:
  -  Allemagne Marie-Luise Neunecker (cor)
  -  Allemagne Rudolf Innig (orgue)
  -  Allemagne Stefan Hussong (accordéon)
  -  Allemagne Steffen Schleiermacher (piano)
  -  Russie Vadim Repin (violon)
- 1998:
  -  Autriche Alfred Brendel (piano)
  -  Canada Leila Josefowicz (violon)
  -  Allemagne Peter Sadlo (de) (percussion)
  -  Israël Sharon Kam (clarinette)
- 1997:
  -  Croatie Ivo Pogorelich (piano)
  -  Russie Maxim Vengerov (violon)
  -  Allemagne Michael Tröster (guitare)
- 1996:
  -  Allemagne Sabine Meyer (clarinette)
- 1995:
  -  Allemagne Frank Peter Zimmermann (violon)
- 1994:
  -  Allemagne Sabine Meyer (clarinette)

## Enregistrement de l'année de musique de chambre
- 2015:
  -  Suisse Casal-Quartett (Musique des 17e/18e siècles)
  -  Allemagne Concert Royal Köln (Musique des 17e/18e siècles)
  -  Allemagne Dorothee Oberlinger,  Allemagne Ensemble 1700,  Italie Vittorio Ghielmi,  Italie Il suonar parlante (Musique des 17e/18e siècles)
  -  Allemagne Quatuor Artemis (Musique du XIXe siècle)
  -  Pologne Bartek Nizioł,  Suisse Denis Severin,  Russie Tatiana Korsunskaya (Musique du XIXe siècle)
  -  Allemagne Detmolder Kammerorchester,  Chili Alfredo Perl,  Allemagne Gerhild Romberger,  Allemagne Stephan Rügamer (Musique des 20e/21e siècles)
  -  Allemagne Trio Lézard (Musique des 20e/21e siècles)
- 2014:
  -  Allemagne NeoBarock (Musique des 17e/18e siècles)
  -  Lituanie David Geringas, Ian Fountain (Musique du XIXe siècle)
  -  Allemagne fabergé Quintett (Musique du XIXe siècle)
  -  Allemagne Ensemble Blumina (Musique des 20e/21e siècles)
- 2013:
  -  Royaume-Uni Belcea Quartet (Musique des 17e/18e siècles)
  -  Allemagne Ensemble Villa Musica (Musique du XIXe siècle)
  -  Lettonie David Geringas,  Suisse Gringolts Quartett (Musique des 20e/21e siècles)
  -  France Hélène Grimaud,  Argentine Sol Gabetta (Musique du XIXe siècle)
  -  Pays-Bas Janine Jansen (Musique du XIXe siècle)
  -  Allemagne Musica Alta Ripa (Musique des 17e/18e siècles)
  -  Espagne Jordi Savall,  Suisse Hespèrion XXI (Musique du XIXe siècle)
  -  Allemagne Steffen Schleiermacher,  Allemagne Andreas Seidel (Musique des 20e/21e siècles)
- 2012:
  -  Allemagne Amaryllis Quartett (Musique des 17e/18e siècles)
  -  Argentine Martha Argerich & Friends (Musique des 20e/21e siècles)
  -  États-Unis Joshua Bell,  États-Unis Jeremy Denk (Musique du XIXe siècle)
  -  France Renaud Capuçon,  France Gautier Capuçon,  France Gérard Caussé,  États-Unis Nicholas Angelich,  France Michel Dalberto,  France Quatuor Ébène (Musique du XIXe siècle)
  -  Suisse Galatea Quartett (Musique des 20e/21e siècles)
  -  États-Unis Hilary Hahn (Musique des 20e/21e siècles)
  -  Allemagne Sebastian Manz,  France Marc Trénel,  Roumanie Herbert Schuch,  Espagne David Fernández Alonso,  Espagne Ramón Ortega Quero (Musique des 17e/18e siècles)
  -  Allemagne Münchner Horntrio (Musique du XIXe siècle)
- 2011:
  -  Allemagne Quatuor Artemis (Musique du XIXe siècle)
  -  Allemagne Hille Perl,  Allemagne Dorothee Mields,  États-Unis Lee Santana (Musique des 17e/18e siècles)
  -  France Quatuor Ébène (Musique des 20e/21e siècles)
  -  Allemagne Quintette Aquilon (Musique des 20e/21e siècles)
  -  Russie Viktoria Mullova,  Afrique du Sud Kristian Bezuidenhout (Musique des 17e/18e siècle)
- 2010:
  -  Royaume-Uni Belcea Quartet (Musique du XIXe siècle)
  -  Suisse Casal-Quartett (Musique des 17e/18e siècles)
  -  Allemagne Isabelle Faust,  Russie Alexander Markowitsch Melnikow (Musique du XIXe siècle)
  -  Allemagne Ma’alot Quintett (Musique du XIXe siècle)
  -  Allemagne Minguet Quartett (Musique des 20e/21e siècles)
  -  Autriche Wiener pianotrio (Musique des 17e/18e siècles)
- 2009:
  -  Allemagne Alban Gerhardt,  Allemagne Markus Becker (19e siècle - Gemischtes Kammerensemble)
  -  Allemagne Auryn Quartett (Cordes des 17e/18e siècles)
  - Quatuor de Jérusalem (Cordes du XIXe siècle)
  -  Moldavie Patricia Kopatchinskaja,  Turquie Fazıl Say (Ensemble mixte des 20e/21e siècles)
  -  France Quatuor Ébène (Cordes des 20e/21e siècles)
  -  Allemagne Sax Allemande,  Allemagne Frank Schüssler,  Allemagne Arend Hastedt,  Allemagne Markus Maier (Ensemble des 20e/21e siècles - vents)
- 2008:
  -  Allemagne Andreas Staier,  Allemagne Daniel Sepec,  France Jean-Guihen Queyras (Ensemble mixte des 17e/18e siècles)
  -  Allemagne Fauré Quartett (Ensemble du XIXe siècle)
  -  Allemagne Hille Perl (Cordes des 17e/18e siècles)
  -  Allemagne Quatuor de Leipzig (Cordes des 20e/21e siècles)
  -  Allemagne Opera Senza (Ensemble de vents des 17e/18e siècles)
  -  Allemagne Sabine Meyer,  Russie Oleg Maisenberg (Ensemble de vents des 20e/21e siècles)
  -  Allemagne Trio Parnassus,  Allemagne Matthias Wollong (Ensemble mixte des 20e/21e siècles)
- 2007:
  -  Russie Alexander Kniazev,  Russie Nikolai Lwowitsch Luganski (Ensemble du XIXe siècle)
  -  Israël Allemagne Duo Tal & Groethuysen (Ensemble des 17e/18e siècles)
- 2006:
  -  Allemagne Quatuor Artemis (Ensemble du XIXe siècle)
  -  Allemagne Hamburger Ratsmusik (Ensemble Ensemble des 17e/18e siècles)
  -  Allemagne Ma’alot Quintett (Ensemble du XIXe siècle)
  -  Allemagne Moritzburg Ensemble,  Allemagne Jan Vogler (Ensemble des 17e/18e siècles)
  -  Allemagne Trio Apollon (Ensemble des 20e/21e siècles)
  -  France Renaud Capuçon,  France Gautier Capuçon (Ensemble des 20e/21e siècles)
- 2005:
  -  Afrique du Sud Daniel Hope (Ensemble des 20e/21e siècles)
  -  Russie Dmitri Makhtin,  Russie Boris Wadimowitsch Beresowski,  Russie Alexander Kniazev (Ensemble du XIXe siècle)
  -  Israël Allemagne Duo Tal & Groethuysen (Ensemble des 17e/18e siècles)
- 2004:
  -  Allemagne Ensemble Modern (Ensemble du XIXe siècle)
  -  Allemagne Sabine Meyer,  Allemagne Christian Tetzlaff,  Russie Boris Mironowitsch Pergamenschtschikow,  Allemagne Lars Vogt (Ensemble du XIXe siècle)
  -  Allemagne Musica Alta Ripa (Ensemble des 17e/18e siècles)
- 2003:
  -  Allemagne Ensemble Villa Musica
  -  Allemagne Quatuor de Leipzig
- 2002:
  -  Autriche Quatuor Alban Berg (Cordes du XIXe siècle)
  -  Canada Canadian Brass (Vents)
  -  Allemagne Ensemble Villa Musica (Cordes des 17e/18e siècles)
  -  Lettonie Gidon Kremer,  Lettonie KREMERata BALTICA (Ensemble mixte du XXe siècle)
  -  Danemark Michala Petri (Ensemble mixte du XIXe siècle)
  -  Allemagne Petersen-Quartett (Cordes du XXe siècle)
- 2001:
  -  Autriche Quatuor Alban Berg
  -  Allemagne Bläserensemble Sabine Meyer
  -  Allemagne Consortium Classicum
  -  Italie Europa Galante
  -  Allemagne Trio Parnassus
- 2000:
  -  Autriche Quatuor Alban Berg,  Autriche Alfred Brendel (Ensemble mixte des 17e/18e siècles)
  -  Autriche Artis Quartett (Ensemble du XXe siècle)
  -  Allemagne Consortium Classicum (Vents des 17e/18e siècles)
  -  Lettonie Gidon Kremer,  Argentine Martha Argerich,  Lettonie Mischa Maisky (Ensemble mixte du XXe siècle)
  -  Allemagne Quatuor de Leipzig (Ensemble des 17e/18e siècles)
  -  Argentine Martha Argerich,  Israël Itzhak Perlman (Ensemble mixte du XIXe siècle)
  -  Allemagne Philharmonia Quartett Berlin (Ensemble du XIXe siècle)
- 1999:
  -  Allemagne Anne-Sophie Mutter (Ensemble du XIXe siècle)
  -  Italie Ensemble Incantato (Ensemble des 17e/18e siècles)
  -  Allemagne Ensemble Kontraste (Ensemble du XIXe siècle)
  -  Allemagne Petersen-Quartett (Ensemble du XXe siècle)
- 1998:
  -  Allemagne Les vents solistes du Deutsche Kammerphilharmonie de Brême (vents)
  -  États-Unis Quatuor Emerson (Cordes)
  -  Allemagne Musica Alta Ripa (Ensemble)
- 1997:
  -  Israël Allemagne Duo Tal & Groethuysen
  -  Allemagne Mannheimer Streichquartett
  -  Allemagne V.I.F. flûtenquartett
- 1996:
  -  Australie John Williams
- 1995:
  -  Pologne Krystian Zimerman
- 1994:
  -  Allemagne Aulos Bläserquintett

## Musique classique pour les enfants
- 2015:
  -  Allemagne Helbling Verlag mit  Lettonie Uģis Prauliņš,  Danemark Michala Petri,  Allemagne Malte Arkona,  Pays-Bas Klaas Stok,  Allemagne Ensemble vocal de la SWR de Stuttgart (de) (Des Kaisers Nachtigall)
- 2014:
  -  Allemagne Helbling Verlag mit  Allemagne Juri Tetzlaff,  Allemagne Malte Arkona,  Allemagne Radio-Sinfonieorchester Stuttgart des SWR (Igor Strawinsky: Der Feuervogel)
- 2013:
  -  Allemagne Andreas N. Tarkmann,  Allemagne Deutsche Staatsphilharmonie Rheinland-Pfalz (Na warte, sagte Schwarte/Die verlorene Melodie)
- 2012:
  -  Allemagne Ensemble L’Art pour l’Art (Haltbar gemacht)
- 2011:
  -  Allemagne Thomas Honickel,  Allemagne Christian Firmbach,  Allemagne Orchestre Beethoven de Bonn (Komm, wir fahren nach Amerika!)
- 2010:
  -  Allemagne Ute Kleeber,  Allemagne Uwe Stoffel (Prinzessin graues Mäuschen)
- 2009:
  -  Autriche Arnold Schönberg (Die Prinzessin)
- 2007:
  -  États-Unis Hilary Hahn,  Allemagne Thomas Quasthoff (Der kleine Hörsaal Folge 1 und 2)
  -  Allemagne Little Amadeus (Little Amadeus präsentiert: Mozart für Kinder)
- 2006:
  -  Royaume-Uni Adrian Askew,  Allemagne Winfried Debertin,  Allemagne Udo Beissel,  Allemagne Wolf Kerschek,  Allemagne Martin Bentz,  Allemagne Peter Will (Little Amadeus - Die TV-Serie Geburtstags-Edition)
- 2004:
  -  Allemagne Jobst Liebrecht (Pollicino (Hans Werner Henze))
- 2003:
  -  Allemagne Stefan Siegert,  Allemagne Ilja Richter,  Allemagne Sikle Dornow (Verdi: Don Carlos)
- 2002:
  -  Allemagne Michael Ende (Ophelias Schattentheater, Duo Pianoworte)
- 2001:
  -  Allemagne Stefan Siegert (Der Holzwum der Oper erzählt: Die Walküre aus R. Wagners Ring)
- 2000:
  -  Allemagne Franz-David Baumann,  Allemagne Barbara Bartos-Höppner (Der Rattenfänger von Hameln)
- 1999:
  -  Royaume-Uni Herbert Chappell,  Allemagne Hans-Jürgen Schatz,  Allemagne Hamburger Symphoniker,  Allemagne Carlos Spierer (Paddington Bär)
- 1998:
  -  Allemagne Franz-David Baumann (Inspektor Maus)
- 1997:
  -  Allemagne Stefan Siegert,  Allemagne Ilja Richter,  Allemagne Silke Dornow (Ein Opernführer)

## Classique sans frontières
- 2015:
  -  Royaume-Uni Aurora Orchestra
  -  Allemagne David Orlowsky Trio
  -  États-Unis Kronos Quartet
- 2014:
  -  Allemagne Alliage Quintett,  Hongrie József Lendvay
  -  Allemagne Bassiona Amorosa
  -  Allemagne Diana Damrau
- 2013:
  -  États-Unis Joel Frederiksen,  Allemagne Ensemble Phoenix Munich (Requiem for a Pink Moon)
  -  Royaume-Uni Max Richter,  Afrique du Sud Daniel Hope (Vivaldi - The Four Seasons)
  -  France Alexandre Tharaud (Swinging Paris)
- 2012:
  -  États-Unis Tori Amos (Night of Hunters)
  -  Allemagne Pera Ensemble,  Allemagne Valer Barna-Sabadus (Baroque Oriental)
  -  Uruguay Erwin Schrott (Rojotango)
- 2011:
  -  Allemagne David Orlowsky,  Allemagne Singer Pur (Jeremiah)
  -  Mexique Rolando Villazón (Mexico!)
  -  Allemagne Spark (Downtown Illusions)
- 2010:
  -  Autriche Christina Pluhar,  Autriche L'Arpeggiata (Via crucis) (Ensemble)
  -  Allemagne Fauré Quartett (Popsongs) (Ensemble)
  -  Allemagne Selmer Saxharmonic,  Croatie Milan Turković (Flying saxophonee Circus) (Ensemble)
- 2009:
  -  Allemagne Anette Maiburg,  Cuba Joaquín Clerch,  Cuba Pancho Amat (Classica cubana)
  -  Allemagne Calmus Ensemble Leipzig (Lied: gut! - Die schönsten Volkslieder)
  -  Autriche Christina Pluhar,  Autriche L'Arpeggiata (Claudio Monteverdi, Teatro d’amore)
  -  États-Unis Uri Caine Ensemble (Giuseppe Verdi, The Othello Syndrome)
- 2008:
  -  Allemagne Barbara Sukowa (Im wunderschönen Monat Mai)
  -  Allemagne David Garrett (Virtuoso)
  -  Allemagne The Klezmorim (Noema)
- 2007:
  -  Allemagne Jürgen Hocker (Player Piano Vol. 1 (Conlon Nancarrow))
  -  Venezuela Gabriela Montero (Bach & Beyond (Johann Sebastian Bach))
  -  Allemagne Singer Pur (SOS-Save Our Songs! (Deutsche Volkslieder))
  -  Allemagne Thomas Quasthoff,  Allemagne Till Brönner (The Jazz Album - Watch What Happens)
  -  États-Unis Uri Caine Ensemble (Uri Caine Ensemble plays Mozart (Wolfgang Amadeus Mozart))
- 2006:
  -  Allemagne Concerto Köln,  Allemagne Sarband (The Waltz - Ecstasy and Mysticism)
  -  Canada Daniel Gauthier,  Corée du Sud Jang Eu Bae (Spirito latino)
  -  Allemagne Klazz Brothers & Cuba Percussion (W.A. Mozart: Mozart Meets Cuba)
- 2005:
  -  Allemagne Alliage Quartett (Una voce poco fa)
  -  Allemagne Andreas Scholl (Andreas Scholl: Der Kaiser und die Nachtigall)
  -  Hongrie József Lendvay (Lendvay)
- 2004:
  -  Royaume-Uni Catrin Finch (Crossing the Stone)
- 2003:
  -  Allemagne Christian von Borries (Replay Debussy)
  -  Argentine Giora Feidman (Love - Feidman Plays Ora Bat Chaim)
  -  Allemagne Klazz Brothers & Cuba Percussion (Classic Meets Cuba)
- 2002:
  -  Allemagne Blechschaden,  Royaume-Uni Bob Ross (Blechschaden in Blech (Vol. 2))
  -  Irlande The Celtic Tenors
  -  États-Unis Yo-Yo Ma (Silk Road Journeys)
- 2001:
  -  États-Unis Branford Marsalis (Creation)
  -  Allemagne Die 12 Cellisten (South American Getaway)
  -  Allemagne Ensemble Modern,  Royaume-Uni Fred Frith (Traffic Continues)
- 2000:
  -  Royaume-Uni Charlotte Church (Charlotte Church)
  -  Italie Filippa Giordano (Filippa Giordano)
  -  Royaume-Uni Sir Simon Rattle (Wonderful Town)
- 1999:
  -  Allemagne Blechschaden (Brassomania)
  -  Lettonie Gidon Kremer,  Lettonie KremerAta Musica (Maria de Buenos Aires)
  -  Hongrie Roby Lakatos & Ensemble (König der Zigeunergeiger)
- 1998:
  -  France Jean-Yves Thibaudet (Conversations)
- 1997:
  -  Argentine Giora Feidman (Silence and Beyond, Feidman Plays Ora Bat Chaim)
  -  Allemagne Kölner Rundfunkchor,  Allemagne Kölner Rundfunkorchester (Die lustigen Nibelungen)
  -  Singapour Vanessa Mae (The Classical Album)
- 1996:
  -  Singapour Vanessa Mae (The Violin Player)
- 1995:
  -  États-Unis Dawn Upshaw

## Vidéo de musique classique de l'année / Production de DVD de musique de l'année
- 2015:
  -  Allemagne Norbert Busè (Richard Strauss and his heroines)
  -  Allemagne C Major Entertainment (Richard Strauss: Rosenkavalier)
  -  Allemagne Deutsche Grammophon (Gaetano Donizetti: L’elisir d’amore)
- 2014:
  -  Allemagne Eric Schulz,  Allemagne Deutsche Grammophon (Karajan - The second life)
  -  Canada Robert Lepage,  Allemagne Deutsche Grammophon (Th. Adès: The Tempest)
  -  France Lise Lemeunier, Warner Classics,  France Opéra national de Lorraine (Vinci: Artaserse)
- 2013:
  -  Allemagne Arthaus Musik (de) (Klassik und Kalter Krieg - Musiker in der DDR)
  -  Canada Robert Lepage,  Allemagne Deutsche Grammophon (Der Ring des Nibelungen)
  -  Allemagne Paul Smaczny,  Allemagne Accentus Music (John Cage: Journeys in Sound)
- 2012:
  -  Canada Canadian Broadcasting Corporation (Glenn Gould on Television: The Complete CBC Broadcasts 1954-1977) (Dokumentation)
  -  Allemagne Ensemble Theater Lübeck (Richard Wagner: Der Ring des Nibelungen) (Oper)
  -  Allemagne Elmar Kruse (The Little Mermaid/John Neumeier) (Live-Aufnahme)
- 2011:
  -  Italie Cecilia Bartoli (Clari (Halévy))
  -  Allemagne Eric Schulz,  Allemagne Frank Gerdes (Carlos Kleiber - Traces to Nowhere)
  - Peter Rosen (A Surprise In Texas - The Thirteenth Van Cliburn International Piano Competition)
- 2010:
  -  France Hélène Grimaud (A Russian Night)
  -  Espagne Orquestra de la Comunitat Valenciana,  Inde Zubin Mehta (Richard Wagner: Das Rheingold)
- 2009:
  -  France Natalie Dessay,  Italie Bruno Campanella,  Royaume-Uni London Symphony Orchestra & Chorus (Gaetano Donizetti, La Fille Du Régiment) (Oper)
  -  Allemagne Thomas Grube,  Allemagne Uwe Dierks,  Allemagne Andrea Thilo,  Allemagne Berliner Philharmoniker,  Royaume-Uni Sir Simon Rattle (Trip to Asia – Die Suche nach dem Einklang)
- 2008:
  -  Allemagne Albrecht Mayer (New Seasons) (Konzert/Dokumentation)
  -  Russie Anna Netrebko,  Allemagne Dorothea Röschmann,  Allemagne Christine Schäfer,  Italie Ildebrando D'Arcangelo,  Autriche Wiener Philharmoniker,  Autriche Nikolaus Harnoncourt (Le nozze di figaro) (Oper)
- 2007:
  -  Allemagne DEAG Deutsche Entertainment,  Allemagne Deutsche Grammophon,  Allemagne Unites Classic,  Allemagne ZDF (Das Waldbühnen-Konzert)
- 2006:
  -  Allemagne Berliner Philharmoniker,  Royaume-Uni Sir Simon Rattle,  Allemagne Thomas Grube,  Allemagne Enrique Sánchez Lansch,  Allemagne Uwe Dierks (Rhythm Is It!)
  -  Argentine Daniel Barenboim,  Allemagne West-Eastern Divan Orchestra,  Allemagne Paul Smaczny (L.v. Beethoven, W.A. Mozart: Live in Ramallah)
  -  Royaume-Uni Felicity Lott,  France Les Musiciens du Louvre,  France Marc Minkowski,  France François Le Roux,  France Yann Beuron,  France Sandrine Piau (J. Offenbach: La Grande Duchesse de Gerolstein)
- 2005:
  -  Autriche Carlos Kleiber (Brahms, Mozart, Beethoven - Sinfonie Nr. 4, Sinfonie Nr. 33, "Coriolan")
  -  Chine Lang Lang (Lang Lang live at Carnegie Hall)
  -  Italie Sara Scuderi (Tosca’s Kiss)
- 1995:
  -  France Claude Debussy (Pelléas et Mélisande)
- 1994:
  -  États-Unis New Yorker Philharmoniker,  États-Unis Leonard Bernstein (Young People’s Concerts)

## Enregistrement de concert de l'année
- 2015 :
  -  Israël Avi Avital (Vivaldi) (Musik bis inkl. 18. Jahrhundert)
  -  Norvège Vilde Frang (Mozart) (Musik bis inkl. 18. Jahrhundert)
  -  France Alexandre Tharaud (Mozart und Haydn) (Musik bis inkl. 18. Jahrhundert)
  -  Allemagne Isabelle Faust,  Allemagne Freiburger Barockorchester,  Espagne Pablo Heras-Casado (Robert Schumann : Violinkonzert, pianotrio Nr. 3) (Musik 19. Jahrhundert)
  -  Russie Kirill Gerstein (pianokonzerte von Prokofjew und Tschaikowsky) (Musik 19. Jahrhundert)
  -  Suisse Emmanuel Pahud,  Suisse Kammerorchester Basel,  Italie Giovanni Antonini ("Revolution") (Musik 19. Jahrhundert)
  -  Finlande Lapland Chamber Orchestra,  Finlande John Storgårds,  Allemagne Carolina Eyck,  Finlande Annu Salminen (Kalevi Aho, Theremin-Konzert, Horn-Konzert) (Musik 20./21. Jahrhundert)
- 2014 :
  -  Argentine Martha Argerich,  Italie Orchestra Mozart Bologna, Claudio Abbado (Mozart : pianokonzerte Nr. 20 und 25) (Musik bis inkl. 18. Jahrhundert)
  -  Allemagne Anne-Sophie Mutter, Berliner Philharmoniker,  Autriche Manfred Honeck (Dvořák) (Musik 19. Jahrhundert)
  -  France Fabrice Millischer (Französische Trompetenkonzerte) (Musik 20./21. Jahrhundert)
- 2013 :
  -  Afrique du Sud Kristian Bezuidenhout,  Allemagne Freiburger Barockorchester (Mozart : pianokonzerte KV 453 & 482) (Musik bis inkl. 18. Jahrhundert)
  -  Allemagne Israël Duo Tal & Groethuysen,  Suisse Orchester Musikkollegium Winterthur,  Royaume-Uni Douglas Boyd (Ralph Vaughan Williams : Concerto for two Pianos & Orchestra/Symphony No. 5) (Musik 20./21. Jahrhundert)
  -  Norvège Vilde Frang (Nielsen/Tschaikowsky : Violinkonzerte) (Musik 19. Jahrhundert)
  -  Moldavie Patricia Kopatchinskaja (Bartók/Eötvös/Ligeti : Violinkonzerte, Seven) (Musik 20./21. Jahrhundert)
  -  Allemagne Dorothee Oberlinger,  Italie Sonatori de la Gioiosa Marca (Flauto Veneziano) (Musik bis inkl. 18. Jahrhundert)
  -  Allemagne Christian Schmitt,  Allemagne Bamberger Symphoniker,  Suède Stefan Solyom (Charles-Marie Widor : orguesymphonien opp.42, 3 & 69) (Musik 19. Jahrhundert)
  -  Roumanie Herbert Schuch (Viktor Ullmann : Piano Concerto op. 25/Beethoven : Piano Concerto No. 3) (Musik 20./21. Jahrhundert)
- 2012 :
  -  Allemagne Maximilian Hornung,  Allemagne Bamberger Symphoniker,  Allemagne Sebastian Tewinkel (Saint-Saëns : Suite und Romanze & Dvorák : violoncellekonzert) (Musik 19. Jahrhundert)
  -  Allemagne Anne-Sophie Mutter,  États-Unis New Yorker Philharmoniker (W. Rihm : Lichtes Spiel & S. Currier : Time Machines (violon)) (Musik 20./21. Jahrhundert)
  -  Italie Maurizio Pollini,  Allemagne Sächsische Staatskapelle Dresden,  Allemagne Christian Thielemann (Brahms : pianokonzert Nr. 1 op. 15) (Musik 19. Jahrhundert)
  -  Suisse Giuliano Sommerhalder,  Suisse Simone Sommerhalder,  Suisse Roland Fröscher,  Allemagne Mecklenburgische Staatskapelle Schwerin (A. Ponchielli : Konzerte für Trompete) (Musik 19. Jahrhundert)
  -  Belgique Jos van Immerseel,  Belgique Anima Eterna Brugge (Poulenc : Konzert für zwei pianoe/Concert Champêtre/Suite Française) (Musik 20./21. Jahrhundert)
  -  Allemagne Christian Zacharias,  Suisse Orchestre de Chambre de Lausanne (Mozart : pianokonzerte Vol.7) (Musik bis inkl. 18. Jahrhundert)
- 2011 :
  -  États-Unis Hilary Hahn (Violin concertos (Higdon & Tchaikovsky)) (Musik 20./21. Jahrhundert)
  -  Italie Sergio Azzolini,  Italie L’Aura Soave Cremona (Concerti per fagotto 1 (Vivaldi)) (Musik bis inkl. 18. Jahrhundert)
  -  Argentine Sol Gabetta (violoncelle Concerto (Elgar)) (Musik 19. Jahrhundert)
  -  Allemagne Stefan Johannes Bleicher,  Royaume-Uni Douglas Boyd,  Suisse Orchester Musikkollegium Winterthur (Sämtliche orguekonzerte (Rheinberger)) (Musik 19. Jahrhundert)
  -  Allemagne Susanna Yoko Henkel,  Allemagne Duisburger Philharmoniker,  Royaume-Uni Jonathan Darlington (Konzert für violon und Orchester (Tschaikowsky)) (Musik 20./21. Jahrhundert)
- 2010 :
  -  Allemagne Arabella Steinbacher (Violinkonzert op.53/Romanze/Violinkonzert op.35 (Dvorak/Szymanowski)) (Musik 19. Jahrhundert)
  -  France Gautier Capuçon,  Russie Waleri Abissalowitsch Gergijew,  Russie Orchester des Mariinski-Theater (Rokoko-Variationen/Sinfonia Concertante (Tschaikowsky/Prokofiev)) (Musik 20./21. Jahrhundert)
  -  Allemagne Christian Zacharias (pianokonzerte Vol.5 (Mozart)) (Musik bis inkl. 18. Jahrhundert)
  -  Russie Jewgeni Igorewitsch Kissin (pianokonzerte 2 & 3 (Prokofieff)) (Musik 20./21. Jahrhundert)
  -  Pays-Bas Janine Jansen (Beethoven & Britten : Violin Concertos) (Musik 20./21. Jahrhundert)
  -  Allemagne Nils Mönkemeyer,  Allemagne Dresdner Kapellsolisten,  Allemagne Helmut Branny (Weichet Nur,Betrübte Schatten) (Musik bis inkl. 18. Jahrhundert)
  -  Allemagne Peter Hörr (violoncellekonzerte 4-6) (Musik 19. Jahrhundert)
- 2009 :
  -  Royaume-Uni Alison Balsom (Haydn/Hummel, Trompetenkonzerte) (18. Jahrhundert - Trompete)
  -  Afrique du Sud Daniel Hope (Vivaldi) (18. Jahrhundert - Geige)
  -  Croatie Dejan Lazic (Sergej Rachmaninoff, pianokonzert Nr. 2) (20./21. Jahrhundert - piano)
  -  Allemagne Frank Peter Zimmermann,  Pologne Nationalphilharmonie (Warschau),  Pologne Antoni Wit,  Suède Swedish Radio Symphony Orchestra,  Autriche Manfred Honeck (Karol Szymanowski/Benjamin Britten, Violinkonzerte) (20./21. Jahrhundert - violon)
  -  France Gautier Capuçon (Antonín Dvorák/Victor Herbert, violoncellekonzerte) (19. Jahrhundert - violoncelle)
  -  Chine Lang Lang (Frédéric Chopin, pianokonzert 1 & 2) (19. Jahrhundert - piano)
  -  Grèce Leonídas Kavákos,  Autriche Camerata Salzburg (Felix Mendelssohn Bartholdy, Violinkonzerte und pianotrios) (19. Jahrhundert - Geige)
  -  Pologne Piotr Anderszewski,  Allemagne Deutsche Kammerphilharmonie Bremen (Ludwig van Beethoven, Bagatellen op 126 / pianokonzerte Nr. 1) (18. Jahrhundert - piano)
  -  Argentine Sol Gabetta,  Allemagne Münchner Philharmoniker,  Allemagne Marc Albrecht (Dmitri Schostakowitsch, violoncellekonzert Nr. 2 / Sonate für violoncelle und piano) (20./21. Jahrhundert - violoncelle)
- 2008 :
  -  Allemagne Christian Zacharias,  Suisse Orchestre de Chambre de Lausanne (pianokonzerte KV 453 + KV 456) (Musik bis inkl. 18. Jahrhundert)
  -  Afrique du Sud Daniel Hope,  Royaume-Uni Chamber Orchestra of Europe,  Allemagne Thomas Hengelbrock (Violinkonzert op.64 / Oktett op.20) (Musik des 19. Jahrhunderts)
  -  Argentine Martha Argerich,  Suisse Orchestra della Svizzera italiana,  Russie Alexandre Vedernikov (pianokonzert Nr. 1) (Musik des 20./21. Jahrhunderts)
- 2007 :
  -  Pays-Bas Janine Jansen (Concerto & Romance (Mendelssohn Bartholdy/ Bruch)) (Musik des 19. Jahrhunderts)
  -  Canada Leila Josefowicz,  Royaume-Uni City of Birmingham Symphony Orchestra,  Finlande Sakari Oramo (Violinkonzert Nr. 1 (Dmitri Schostakowitsch)) (Musik des 20./21. Jahrhunderts)
  -  Allemagne Martin Stadtfeld,  Suisse Festival Strings Lucerne,  Allemagne Achim Fiedler (J.S. Bach pianokonzerte (Johann Sebastian Bach)) (Musik bis inkl. 18. Jahrhundert)
- 2006 :
  -  Russie Alexander Kniazev,  États-Unis Constantine Orbelian,  Russie Moscow Chamber Orchestra (P. Tschaikowsky : Rococo Variations - Nocturne - Andante cantabile - Romances) (Musik des 19. Jahrhunderts)
  -  Lettonie Baiba Skride (D. Schostakowitsch, L. Jancek : Violin Konzerte) (Musik des 20./21. Jahrhunderts)
  -  Allemagne Frank Peter Zimmermann (F. Busoni : Violinkonzerte, Violinsonate 2) (Musik des 19. Jahrhunderts)
  -  Pays-Bas Janine Jansen (A. Vivaldi : Die vier Jahreszeiten) (Musik des 18. Jahrhunderts)
  -  Italie Rinaldo Alessandrini (J.S. Bach : Brandenburgische Konzerte) (Musik bis inkl. 18. Jahrhundert)
- 2005 :
  -  Allemagne Julia Fischer (Russische Violinkonzerte) (Musik des 20./21. Jahrhunderts)
  -  Royaume-Uni Nigel Kennedy (Antonio Vivaldi : The Vivaldi Album Vol. 2) (Musik des 18. Jahrhunderts)
  -  Russie Nikolai Lwowitsch Luganski (S. Rachmaninov : Piano Concertos Nr. 2 & 4) (Musik des 19. Jahrhunderts)
- 2004 :
  -  États-Unis Hilary Hahn (Bach Concertos (J.S.Bach)) (Musik des 20. Jahrhunderts)
  -  Chine Lang Lang (First Piano Concerts (Tchaikowsky, Mendelssohn)) (Musik des 19. Jahrhunderts)
  -  États-Unis Murray Perahia (Murray Perahia plays Bach (J.S.Bach)) (Musik des 18. Jahrhunderts)
  -  France Pierre-Laurent Aimard (Piano Concerto (Antonin Dvorák)) (Musik des 19. Jahrhunderts)
  -  États-Unis Yo-Yo Ma (Vivaldi’s violoncelle (Antonio Vivaldi)) (Musik des 18. Jahrhunderts)
- 2003 :
  -  Royaume-Uni Academy of St. Martin in the Fields,  États-Unis Murray Perahia (Keyboard Concertos Nos. 3, 5, 6, 7 (J.S. Bach))
  -  Royaume-Uni Chamber Orchestra of Europe,  Autriche Nikolaus Harnoncourt,  France Pierre-Laurent Aimard (Piano Concertos 1-5 (L. v. Beethoven))
  -  Italie Europa Galante,  Italie Fabio Biondi (Concerti per mandolini (A. Vivaldi))
  -  Autriche György Ligeti (The Ligeti Project III - violoncelle Concerto)
  -  Royaume-Uni London Symphony Orchestra,  Royaume-Uni Antonio Pappano,  Corée du Sud Han-Na Chang (Sinfonia Concertante (S. Prokofiev))
  -  États-Unis New Yorker Philharmoniker,  Allemagne Kurt Masur,  Allemagne Anne-Sophie Mutter (Violin Concerto - Romances (L.v. Beethoven))
  -  Allemagne Nova Stravaganza,  Allemagne Siegbert Rampe (Orchestral Works (Christoph Graupner))
  -  Royaume-Uni Orchestra of the Age of Enlightenment,  Russie Viktoria Mullova (Violin Concertos 1, 3, 4 (W.A. Mozart))
  -  Allemagne Symphonieorchester des Bayerischen Rundfunks,  Lettonie Mariss Jansons,  Danemark Nikolaj Znaider (Violin Concerto No. 2 (S. Prokofiev))
  -  Allemagne Wuppertal Symphony Orchestra,  Allemagne George Hanson,  Allemagne Alban Gerhardt (Orchestral Works (Anton Rubinstein))
- 2002 :
  -  Allemagne Deutsche Naturhorn Solisten,  Allemagne Neue Düsseldorfer Hofmusik (Hornkonzerte und Ouvertüren (Georg Philip Telemann))
  -  États-Unis Murray Perahia (pianokonzerte (J.S. Bach))
  -  États-Unis Sharon Isbin (guitarenkonzerte (Tan Dun, Christopher Rouse))
- 2001 :
  -  Italie Giuliano Carmignola (Die vier Jahreszeiten)
  -  États-Unis Joshua Bell (J. Sibelius, K. Goldmark)
- 2000 :
  -  Allemagne Dieter Klöcker (Wind Concertos Vol. 2 (A. C. Cartellieri)) (18. Jahrhundert)
  -  États-Unis Hilary Hahn (Violin Concertos (Barber & Meyer)) (19./20. Jahrhundert)
- 1999 :
  -  Autriche Alfred Brendel (pianokonzerte 1-5) (19. Jahrhundert)
  -  Allemagne Christine Schornsheim (C.P.E. Bach, W.F. Bach, J.C. Bach) (18. Jahrhundert)
  -  Allemagne Frank Peter Zimmermann (Symphonie Nr. 2 (K. Weill)) (20. Jahrhundert)
  -  Lettonie Mischa Maisky (violoncelle Concerto No. 1 (C. Saint-Saens)) (19/20. Jahrhundert)
- 1998 :
  -  Allemagne Berthold Goldschmidt (Goldschmidt : The Concertos)
  -  Allemagne Dieter Klöcker (Concertos for Clarinet and Orchestra)
  -  Suisse Emmanuel Pahud (flûtenkonzerte 1 & 2)
- 1997 :
  -  Pologne Ewa Kupiec (pianokonzerte)
  -  Allemagne Marie-Luise Neunecker (Hornkonzerte 1 & 2)
  -  Danemark Michala Petri (Vivaldi Concertos Op. 10)
- 1996 :
  -  États-Unis Orpheus Chamber Orchestra,  Lettonie Mischa Maisky (violoncellekonzerte)
- 1995 :
  -  Allemagne Berliner Philharmoniker,  Italie Claudio Abbado,  Russie Viktoria Mullova (Violinkonzert in D-dur, Op. 77)
- 1994 :
  -  Allemagne Reinhold Friedrich,  Allemagne Radio-Sinfonie-Orchester Frankfurt,  Russie Dmitri Kitajenko (Nobody Knows De Trouble I See)

## Enregistrement de lied de l'année
- 2012:
  -  Allemagne Werner Güra (Schubert: Willkommen und Abschied)
- 2011:
  -  Allemagne Diana Damrau (Poesie (Strauss))
- 2010:
  -  Autriche Angelika Kirchschlager (Lieder (Robert Schumann))
- 2009:
  -  États-Unis Renée Fleming (Richard Strauss, Vier letzte Lieder)
- 2008:
  -  Pays-Bas Christianne Stotijn,  Suisse Orchester Musikkollegium Winterthur,  Pays-Bas Jac van Steen (Die Weise von Liebe und Tod des Cornets Christoph Rilke)
- 2007:
  -  Allemagne Christine Schäfer,  Allemagne Petersen-Quartett (Aribert Reimann: …oder soll es Tod bedeuten? (Mendelssohn/ Schumann Song Transcriptions))
- 2006:
  -  États-Unis Susan Graham (E. Chausson, M. Ravel, C. Debussy: Poèmes de l’amour)
- 2005:
  -  Autriche Angelika Kirchschlager,  États-Unis Barbara Bonney (First Encounter)
- 2004:
  -  Allemagne Christian Gerhaher (Die schöne Müllerin (Franz Schubert))
- 2003:
  -  Allemagne Dorothea Röschmann,  Royaume-Uni Ian Bostridge (The Songs Of Robert Schumann, Graham Johnson)
- 2002:
  -  Allemagne Christian Gerhaher (Winterreise (F. Schubert))
  -  États-Unis Renée Fleming (Night Songs)
- 2001:
  -  États-Unis Barbara Bonney (Fairest Isle)
  -  Allemagne Thomas Quasthoff (F. Schubert, J. Brahms)
- 2000:
  -  Allemagne Andreas Schmidt (Complete Songs with Piano (R. Strauss))
  -  Autriche Angelika Kirchschlager (When Night Falls)
- 1999:
  -  Royaume-Uni Ian Bostridge (Schubert Lieder)
  -  États-Unis Susan Graham (The Songs of Reynaldo Hahn)
- 1998:
  -  Suède Anne Sofie von Otter (Schubert Lieder, Bengt Forsberg)
  -  Danemark Bo Skovhus (Die schöne Müllerin)
- 1997:
  -  Suède Anne Sofie von Otter (Wings in the Night, Swedish Songs)
- 1994:
  -  Italie Cecilia Bartoli,  Hongrie András Schiff (Italienische Lieder)

## Ensemble de jeunes
- 2015:
  -  Allemagne Classic Scouts
  -  Allemagne Freie Grundschule Wernigerode
- 2014:
  -  Allemagne Leben mit Musik Deutsche Staatsphilharmonie Rheinland-Pfalz
  -  Allemagne Rhapsody in School
- 2013:
  -  Allemagne Singschule an der Peterskirche Weinheim
- 2012:
  -  Allemagne Bertelsmann-Stiftung
  -  Allemagne Deutsche Kammerphilharmonie Bremen
- 2011:
  -  Allemagne Jugend musiziert
  -  Allemagne Musikalische Akademie des Bayerischen Staatsorchesters,  Allemagne Jugendorchester ATTACCA
- 2010:
  -  Allemagne Kultur- und Bildungsunternehmen der Hofer Symphoniker
  -  Allemagne PODIUM – Junges Europäisches Musikfestival Esslingen

## Jeune artiste de l'année
- 2016 :
  - Khatia Buniatishvili
- 2015:
  -  États-Unis Bryan Hymel (chant)
  -  Bulgarie Sonya Yoncheva (chant)
  -  Belgique Florian Noack (piano)
  -  Allemagne Sophie Pacini (piano)
  -  Serbie Nemanja Radulovic (violon)
- 2014:
  -  France Sabine Devieilhe (chant)
  -  Allemagne Felix Klieser (Horn)
  -  Russie Daniil Trifonow (piano)
  -  Chine Tianwa Yang (violon)
- 2013:
  -  Norvège Tine Thing Helseth (trompette)
  -  Allemagne Alexander Krichel (piano)
  -  Russie Julia Lezhneva (chant)
- 2012:
  -  Géorgie Khatia Buniatishvili (piano)
  -  Monténégro Miloš Karadaglić (guitare)
  -  Russie Vasily Petrenko (chef d'orchestre)
  -  Autriche Anna Prohaska (chant)
  -  Allemagne Julian Steckel (violoncelle)
- 2011:
  -  Russie Anna Winnizkaja (piano)
  -  Allemagne Maximilian Hornung (violoncelle)
  -  Espagne Ramón Ortega Quero (hautbois)
  -  Australie Ray Chen (violon)
  -  Royaume-Uni Robin Ticciati (chef d'orchestre)
  -  Allemagne Sebastian Manz (clarinette)
  -  Norvège Vilde Frang (violon)
  -  Italie Vittorio Grigolo (chant)
  -  Chine Wang Yuja (piano)
- 2010:
  -  Allemagne Alice Sara Ott (piano)
  -  Allemagne Christiane Karg (chant)
  -  Finlande Meta4 (cordes)
  -  Russie Olga Scheps (piano)
  -  Canada Yannick Nézet-Séguin (chef d'orchestre)
- 2009:
  -  Allemagne Hardy Rittner (piano)
  -  Allemagne Nils Mönkemeyer (alto)
  -  Espagne Núria Rial (chant)
- 2008:
  -  Australie Danielle de Niese (chant)
  -  Géorgie Lisa Batiashvili (violon)
  -  Russie Nikolai Alexandrowitsch Tokarew (piano)
- 2007:
  -  Royaume-Uni Alison Balsom (trompette)
  -  Allemagne Arabella Steinbacher (violon)
  -  Venezuela Gustavo Dudamel (chef d'orchestre)
  -  États-Unis Jay Greenberg (composition)
  -  Allemagne Johannes Moser (violoncelle)
  -  Lettonie Lauma Skride (piano)
  -  États-Unis Nicole Cabell (chant)
- 2006:
  -  Allemagne Linus Roth (violon)
  -  France Magali Mosnier (flûte)
  -  Allemagne Martin Helmchen,  Allemagne Danjulo Ishizaka (piano & violoncelle)
- 2005:
  -  Lettonie Baiba Skride (violon)
  -  France Philippe Jaroussky (chant)
- 2004:
  -  Afrique du Sud Daniel Hope (violon)
  -  Allemagne Martin Stadtfeld (piano)
  -  France Renaud Capuçon,  France Gautier Capuçon (cordes)
- 2003:
  -  Estonie Anu Tali (chef d'orchestre)
  -  Hongrie Gábor Boldoczki (trompette)
  -  Nouvelle-Zélande Jonathan Lemalu (chant)
  -  Allemagne Ragna Schirmer (piano)
  -  Allemagne Severin von Eckardstein (piano)
- 2002:
  -  Royaume-Uni Chloë Hanslip (violon)
  -  France Patricia Petibon (chant)
  -  Pologne Piotr Anderszewski (piano)
- 2001:
  -  Allemagne Mirijam Contzen (violon)
  -  Corée du Sud Yeon-Hee Kwak (hautbois)
- 2000:
  -  Russie Anna Gourari (piano)
  -  Tchéquie Magdalena Kožená (chant)
- 1999:
  -  Allemagne Andreas Scholl (chant)
  -  Royaume-Uni Daniel Harding (chef d'orchestre)
  -  États-Unis Hilary Hahn (violon)
- 1998:
  -  États-Unis Ahn Trio (violon, violoncelle, piano)
  -  Allemagne Alban Gerhardt (violoncelle)
  -  Allemagne Christine Schäfer (chant)
  -  Pays-Bas Wibi Soerjadi (piano)
- 1997:
  -  Corée du Sud Han-Na Chang (violoncelle)
  -  Allemagne Matthias Goerne (chant)
- 1996:
  -  Allemagne Sophie Mautner (piano)
- 1995:
  -  Russie Konstantin Lifschitz (piano)
- 1994:
  -  Allemagne Andreas Haefliger (piano)
  -  États-Unis Sarah Chang (violon)

## Enregistrement d'opérette, comédie musicale, musique de film de l'année
- 2003:  Pologne Roman Polański (The Pianist)
- 2002:  Italie Ludovico Einaudi (Nicht von dieser Welt)
- 2001:  Allemagne Reinhard Goebel (Le Roi Danse)
- 2000:  États-Unis John Williams (Die Asche meiner Mutter)
- 1999:  Allemagne Hans Zimmer (The Thin Red Line)
- 1998:  Hongrie Sir Georg Solti,  Russie St. Petersburger Philharmoniker (Anna Karenina)
- 1997:  Australie David Hirschfelder (Shine)
- 1995:  États-Unis The Phoenix Symphony,  États-Unis James Sedares,  États-Unis Elmer Bernstein (The Magnificent Seven)
- 1994:  Royaume-Uni London Symphony Orchestra,  États-Unis Michael Tilson Thomas (On the Town)

## Enregistrement d'opéra de l'année
- 2015:
  -  États-Unis Boston Early Music Festival,  États-Unis Paul O'Dette,  États-Unis Stephen Stubbs (Marc-Antoine Charpentier: La descente d'Orphée aux enfers und La Couronne de Fleurs) (Oper bis 17./18. Jahrhundert)
  -  États-Unis Metropolitan Opera,  États-Unis David Robertson (Nico Muhly: Two Boys) (Oper 20./21. Jahrhundert)
- 2014:
  -  Grèce Teodor Currentzis, Music Aeterna (Mozart: Le nozze di Figaro) (Oper 17./18. Jahrhundert)
  -  Italie Cecilia Bartoli,  Corée du Sud Sumi Jo,  États-Unis John Osborn,  Italie Giovanni Antonini (Bellini: Norma) (Oper 19. Jahrhundert)
- 2013:
  -  Royaume-Uni Ian Bostridge (Britten: The Rape of Lucretia) (Oper 20./21. Jahrhundert)
  -  Croatie Max Emanuel Cencic,  France Philippe Jaroussky,  Suisse Diego Fasolis,  Allemagne Concerto Köln (Vinci: Artaserse) (Oper 17./18. Jahrhundert)
  -  Russie Orchester des Mariinski-Theater,  Russie Waleri Abissalowitsch Gergijew (Wagner: Die Walküre) (Oper 19. Jahrhundert)
- 2012:
  -  France Philippe Jaroussky,  Croatie Max Emanuel Cencic,  États-Unis William Christie,  France Les Arts Florissants (Duetti) (Opernarien und Duette)
  -  Allemagne Jonas Kaufmann,  Italie Claudio Abbado (Beethoven: Fidelio) (Oper 19. Jahrhundert)
  -  Allemagne Julia Schröder,  Suisse Orchestre de chambre de Bâle,  Espagne Núria Rial (Telemann: Opera arias) (Opernarien und Duette)
  -  Allemagne Chœur du Théâtre de Bonn (de),  Allemagne Orchestre Beethoven de Bonn,  Suisse Stefan Blunier (de) (F. Schreker: Irrelohe) (Oper 20./21. Jahrhundert)
  -  Italie Sonia Prina,  Suède Ann Hallenberg,  Croatie Max Emanuel Cencic,  États-Unis Il Complesso Barocco,  États-Unis Alan Curtis (Gluck: Ezio) (Oper 17./18. Jahrhundert)
- 2011:
  -  États-Unis Bejun Mehta (Ombra cara (Händel)) (Opernarien und Duette)
  -  Italie Fabio Biondi,  Italie Europa Galante (Ercole sul termondonte (Vivaldi)) (Oper 17./18. Jahrhundert)
  -  Allemagne René Pape,  Allemagne Orchestre d'État de Berlin (Wagner) (Oper 19. Jahrhundert)
  -  Suisse Stefan Blunier,  Allemagne Orchestre Beethoven de Bonn,  Allemagne Chœur du Théâtre de Bonn (de) (Der Golem (Eugen d’Albert)) (Oper 20./21. Jahrhundert)
- 2010:
  -  Royaume-Uni Bryn Terfel (Bad Boys) (Opernarien und Duette)
  -  Italie Cecilia Bartoli (Sacrificium) (Opernarien und Duette)
  -  Allemagne Gerd Schaller,  Allemagne Philharmonie Festiva (Merlin (Carl Goldmark)) (Oper 19. Jahrhundert)
  -  Pérou Juan Diego Flórez (Orphee Et Euyridice (Christoph Willibald Gluck)) (Oper 17./18. Jahrhundert)
  -  Allemagne Orchestre de la radio de Munich,  Allemagne Ulf Schirmer (Des Simplicius Simplicissimus Jugend (Karl Amadeus Hartmann)) (Oper 20./21. Jahrhundert)
  -  États-Unis Vivica Genaux (Opera arias - Pyrotechnics (Vivaldi)) (Opernarien und Duette)
- 2009:
  -  Russie Anna Netrebko,  Mexique Rolando Villazón (Giacomo Puccini, La Bohème) (19. Jahrhundert)
  -  France Hervé Niquet,  France Le Concert Spirituel (Marin Marais, Sémélé) (17./18. Jahrhundert)
  -  Royaume-Uni Ian Bostridge,  États-Unis Nathan Gunn,  Nouvelle-Zélande Jonathan Lemalu,  Royaume-Uni London Symphony Orchestra & Chorus,  Royaume-Uni Daniel Harding (Benjamin Britten, Billy Budd) (20./21. Jahrhundert)
  -  Allemagne René Pape (Gods, Kings & Demons) (Opernarien und Duette)
- 2008:
  -  Allemagne Annette Dasch (de),  Allemagne Orchestre philharmonique de chambre bavarois (de),  Royaume-Uni David Syrus (Armida) (Opernarien und Duette)
  -  Russie Kammerchor des Moskauer Konservatoriums,  Russie Boris Tevlin (Boyarina morozova) (Oper des 20./21. Jahrhunderts)
  -  France Natalie Dessay,  France Opéra de Lyon,  Italie Evelino Pidò (La sonnambula) (Oper des 19. Jahrhunderts)
  -  Grèce Nicholas Spanos,  Grèce Mary-Ellen Nesi,  Grèce Orchestra of Patras,  Grèce George Petrou (Tamerlano) (Oper des 17./18. Jahrhunderts)
- 2007:
  -  Pérou Juan Diego Flórez (Matilde di Shabran (Gioacchino Rossini)) (Oper des 19. Jahrhunderts)
  -  Suisse Jörg Dürmüller,  Ksenija Lučić,  Allemagne Egbert Junghanns,  Allemagne Markus Köhler,  Allemagne Reinhard Schmiedel,  Allemagne Rundfunk-Sinfonieorchester Berlin (Sardakai (Ernst Krenek)) (Oper des 20./21. Jahrhunderts)
  -  Belgique René Jacobs,  Allemagne Freiburger Barockorchester,  Allemagne RIAS Kammerchor (La clemenza di tito (Wolfgang Amadeus Mozart)) (Oper des 17./18. Jahrhunderts)
  -  France Véronique Gens (Tragédiennes) (Opernarien und Duette)
- 2006:
  -  États-Unis David Daniels,  États-Unis Vivica Genaux,  Italie Patrizia Ciofi,  Italie Fabio Biondi,  Italie Europa Galante (A. Vivaldi: Bajazet) (Oper des 17./18. Jahrhunderts)
  -  Nouvelle-Zélande Jonathan Lemalu (Opernarien) (Opernarien und Duette)
  -  Suède Nina Stemme,  Espagne Plácido Domingo,  Royaume-Uni Royal Opera House,  Royaume-Uni Antonio Pappano (R. Wagner: Tristan und Isolde) (Oper des 19. Jahrhunderts)
  -  États-Unis Renée Fleming,  Russie Semjon Bytschkow,  Allemagne Orchestre symphonique de la WDR de Cologne (R. Strauss: Daphne) (Oper des 20./21. Jahrhunderts)
- 2005:
  -  Slovaquie Edita Gruberová (G. Rossini: Il Barbiere die Siviglia) (Oper des 19. Jahrhunderts)
  -  Pérou Juan Diego Flórez (Great Tenor arias) (Opernarien und Duette)
  -  États-Unis Leonard Slatkin (Samuel Barber: Vanessa) (Oper des 20./21. Jahrhunderts)
  -  Allemagne Marek Janowski (Ernst Krenek: Drei Einakter) (Oper des 20./21. Jahrhunderts)
  -  Belgique René Jacobs (W. A. Mozart: Le nozze di figaro) (Oper des 17./18. Jahrhunderts)
- 2004:
  -  Royaume-Uni BBC Symphony Orchestra,  Royaume-Uni Sir Andrew Davies (The Firebrand Of Florence (Weill)) (Oper des 20. Jahrhunderts)
  -  France Emmanuelle Haïm,  France Le Concert d’Astrée (Dido and Aeneas (Henry Purcell)) (Oper des 17./18. Jahrhunderts)
  -  Mexique Rolando Villazón (Italian Opera Arias) (Opernarien und Duette)
- 2003:
  -  Royaume-Uni City of London Sinfonia,  Royaume-Uni Richard Hickox,  Royaume-Uni James Gilchrist,  Royaume-Uni Pamela Helen Stephen (Albert Herring (Benjamin Britten))
  -  France Les Arts Florissants,  États-Unis William Christie (Zoroastre (Jean-Philippe Rameau))
  -  États-Unis Orchestre de l'église Saint-Luc,  États-Unis Patrick Summers,  États-Unis Renée Fleming (Bel canto)
- 2002:
  -  Italie Claudio Abbado,  Royaume-Uni Bryn Terfel (Falstaff (G. Verdi))
  -  Pérou Juan Diego Flórez (Arien (Gioacchino Rossini))
  -  Tchéquie Magdalena Kožená (La Belle Immagini (Gluck, Mozart, Myslivecek))
  -  France Mireille Delunsch,  Royaume-Uni Simon Keenlyside,  France Yann Beuron,  France Laurent Naouri,  France Alexia Cousin (Iphigenie en tauride)
- 2001:
  -  Espagne Al Ayre Español (Acis y Galatea)
  -  Suède Birgit Nilsson,  Allemagne Gottlob Frick,  Allemagne Hans Hopf,  Allemagne Gerhard Unger,  Allemagne Ingeborg Wenglor (Fidelio)
  -  Espagne José Carreras (Sly)
  -  Allemagne Matthias Goerne (Arias)
- 2000:
  -  Allemagne Cappella Coloniensis,  Allemagne Bruno Weil (Endimione) (17./18. Jahrhundert)
  -  Allemagne Deutsches Symphonie-Orchester Berlin,  Russie Wladimir Michailowitsch Jurowski,  Bulgarie Vesselina Kasarova (Werther) (19. Jahrhundert)
  -  Allemagne Ensemble Modern,  Allemagne Max Raabe (Die Dreigroschenoper) (20. Jahrhundert)
- 1999:
  -  Italie Alberto Veronesi (18./19. Jahrhundert)
  -  Finlande Esa-Pekka Salonen (Le grand macabre) (20. Jahrhundert)
  -  Bulgarie Vesselina Kasarova (19. Jahrhundert)
- 1998:
  -  Royaume-Uni London Philharmonic Orchestra,  Hongrie Sir Georg Solti,  Royaume-Uni Bryn Terfel,  États-Unis Renée Fleming,  Irlande Ann Murray,  Italie Michele Pertusi (Don Giovanni)
- 1997:
  -  Allemagne Orchestre de la radio de Munich,  Allemagne Chœur de la radio bavaroise (de),  Italie Roberto Abbado (Tancredi)
- 1996:
  -  Royaume-Uni English Northern Philharmonia (en),  Royaume-Uni Richard Hickox (Troilus and Cressida)
- 1995:
  -  Ukraine Anatoli Kotscherga,  Slovénie Marjana Lipovšek,  États-Unis Samuel Ramey,  Russie Sergej Larin,  Russie Sergei Petrowitsch Leiferkus,  Royaume-Uni Philip Langridge,  Slovaquie Slowakische Philharmonie,  Allemagne Chœur de la radio de Berlin,  Allemagne Tölzer Knabenchor,  Allemagne Berliner Philharmoniker,  Italie Claudio Abbado, (Boris Godunov)
- 1994:
  -  Russie Dmitri Hvorostovsky,  Italie Nuccia Focile,  États-Unis Neil Shicoff,  Russie St. Petersburger Chamber Choir,  France Orchestre de Paris,  Russie Semjon Bytschkow (Eugen Onegin)

## Chanteur de l'année
- 2015:  Allemagne Jonas Kaufmann
- 2014:  Pologne Piotr Beczała
- 2013:  Allemagne Jonas Kaufmann
- 2012:  Allemagne Klaus Florian Vogt
- 2011:  États-Unis Thomas Hampson
- 2010:  Allemagne Jonas Kaufmann
- 2009:  Allemagne Christian Gerhaher
- 2008:  France Philippe Jaroussky
- 2007:  Royaume-Uni Simon Keenlyside
- 2006:  Royaume-Uni Bryn Terfel
- 2005:  Mexique Rolando Villazón
- 2004:  Allemagne Thomas Quasthoff
- 2003:  Italie Salvatore Licitra
- 2002:  Argentine Marcelo Álvarez
- 2001:  Mexique Ramón Vargas
- 2000:  Argentine Marcelo Álvarez
- 1999:  Argentine José Cura
- 1998:  Allemagne Thomas Quasthoff
- 1997:  États-Unis Thomas Hampson
- 1996:  Allemagne Peter Seiffert
- 1995:  États-Unis Thomas Hampson
- 1994:  Canada Ben Heppner

## Chanteuse de l'année
- 2015:  États-Unis Joyce DiDonato
- 2014:  Russie Anna Netrebko
- 2013:  États-Unis Joyce DiDonato
- 2012:  États-Unis Renée Fleming
- 2011:  Allemagne Simone Kermes
- 2010:  États-Unis Joyce DiDonato
- 2009:  Lettonie Elīna Garanča
- 2008:  Italie Cecilia Bartoli
- 2007:  Lettonie Elīna Garanča
- 2006:  Italie Cecilia Bartoli
- 2005:  Russie Anna Netrebko
- 2004:  Russie Anna Netrebko
- 2003:  Bulgarie Vesselina Kasarova
- 2002:  Roumanie Angela Gheorghiu
- 2001:  Italie Barbara Frittoli
- 2000:  Suède Anne Sofie von Otter
- 1999:  Slovaquie Edita Gruberová
- 1998:  Allemagne Waltraud Meier
- 1997:  Italie Cecilia Bartoli
- 1996:  Espagne Montserrat Caballé
- 1995:  Suède Anne Sofie von Otter
- 1994:  Italie Cecilia Bartoli

## Enregistrement symphonique de l'année
- 2015
  -  Italie Giovanni Antonini,  Italie Il Giardino Armonico (Haydn 2032) (Musique jusqu'au XVIIIe siècle)
  -  Italie Riccardo Chailly,  Allemagne Orchestre du Gewandhaus de Leipzig Leipzig (Brahms: Sérénades) (Musique du XIXe siècle)
  -  Allemagne Christian Tetzlaff,  États-Unis Paavo Järvi,  France Orchestre de Paris (Dutilleux) (Musique du XXe siècle)
- 2014
  -  Allemagne Hannoversche Hofkapelle (Händel: Wassermusik) (Musique du XVIIIe siècle)
  -  Allemagne Freiburger Barockorchester,  Espagne Pablo Heras-Casado (Schubert: Symphonies n° 3 et 4) (Musique du XIXe siècle)
  -  Allemagne Dogma Chamber Orchester, Mikhail Gurewitsch (Chostakovitch) (Musique du XXe siècle)
- 2013:
  -  Pays-Bas Bernard Haitink,  Allemagne Symphonieorchester des Bayerischen Rundfunks (Gustav Mahler: Symphonie n° 9) (Musique du XIXe siècle)
  -  Finlande Aapo Häkkinen,  Finlande Helsinki Baroque Orchestra (Franz Xaver Dussek: Quatre Symphonies) (Musique du XVIIIe siècle)
  -  Allemagne Orchestre philharmonique de Berlin,  Royaume-Uni Sir Simon Rattle (I. Strawinsky: Le Sacre du Printemps) (Musique du XXe siècle)
- 2012:
  -  Allemagne Orchestre philharmonique de Berlin,  Royaume-Uni Sir Simon Rattle (Schönberg) (Musique du 20e/21e siècle)
  -  Allemagne Orchestre symphonique de la radio de Stuttgart,  Royaume-Uni Sir Roger Norrington (Elgar: Variations Enigma) (Musique du XIXe siècle)
- 2011:
  -  Australie Charles Mackerras,  Royaume-Uni Scottish Chamber Orchestra (W. A. Mozart: Symphonies n° 29,31,32,35 & 36) (Musique du XVIIIe siècle)
  -  États-Unis David Zinman,  Suisse Tonhalle-Orchester Zürich,  Allemagne WDR Rundfunkorchester Köln (de) (G. Mahler: Symphonie n° 8) (Musique du XIXe siècle)
  -  France Pierre Boulez,  Autriche Orchestre philharmonique de Vienne,  Autriche Wiener Singverein,  Australie Steve Davislim (en) (K. Szymanowski: Song of the Night) (Musique du 20e/21e siècle)
- 2010:
  -  Belgique Anima Eterna Brugge,  Belgique Jos van Immerseel (H. Berlioz: Symphonie Fantastique) (Musique du XIXe siècle)
  -  Allemagne Cappella Coloniensis,  Allemagne Bruno Weil (J. Haydn: Symphonies Londoniennes n° 93, 95, 96) (Musique du XVIIIe siècle)
  -  Autriche Radio-Symphonieorchester Wien,  Allemagne Chœur de la radio de Berlin,  Allemagne Marek Janowski (H. W. Henze: Symphonie n° 9) (Musique du 20e/21e siècle)
- 2009:
  -  Allemagne Concerto Köln (Henri-Joseph Rigel: Symphonies) (Musique du XVIIIe siècle)
  -  Allemagne Hermann Bäumer,  Allemagne Symphonieorchester Osnabrück (Josef Bohuslav Foerster: Symphonies n° 1+2) (Musique du 20e/21e siècle)
  -  Royaume-Uni John Eliot Gardiner,  Royaume-Uni Orchestre Révolutionnaire et Romantique,  Royaume-Uni Monteverdi Choir (Johannes Brahms: Symphonie n° 1) (Musique du XIXe siècle)
- 2008:
  -  Hongrie Ádám Fischer,  Autriche Hongrie Österreichisch-Ungarische Haydn-Philharmonie (Symphonies n° 88 & 101/ Ouverture "L'isola disabitata") (Musique du XVIIIe siècle)
  -  Allemagne Enoch zu Guttenberg,  Allemagne Orchester der Klangverwaltung München (Symphonie n° 4 en mi bémol majeur Es-Dur) (Musique du XIXe siècle)
  -  Lettonie Mariss Jansons,  Allemagne Symphonieorchester des Bayerischen Rundfunks (Concerto pour Orchestre, Mandarin Merveilleux, Daphnis et Chloé Suite) (Musique du 20e/21e siècle)
- 2007:
  -  Allemagne Orchestre du Gewandhaus de Leipzig,  Italie Riccardo Chailly (Symphonies n° 2 & 4 (Arr. Mahler) (Robert Schumann)) (Musique du XIXe siècle)
  -  États-Unis Orchestre philharmonique de Los Angeles,  Finlande Esa-Pekka Salonen (Le sacre du printemps (Strawinsky/ Mussorgsky/ Bartók)) (Musique du 20e/21e siècle)
  -  Allemagne West-Eastern Divan Orchestra,  Argentine Daniel Barenboim (Live in Berlin - L. v. Beethoven: Symphonie n° 9 "Choral") (Musique du XIXe siècle)
- 2006:
  -  Italie Claudio Abbado,  Allemagne Orchestre philharmonique de Berlin (G. Mahler: Symphonie n° 6) (Musique du XIXe siècle)
  -  Lettonie Mariss Jansons,  Allemagne Symphonieorchester des Bayerischen Rundfunks (D. Chostakovitch: Symphonie n° 13) (Musique du 20e/21e siècle)
  -  Autriche Nikolaus Harnoncourt,  Allemagne Italie Concentus musicus (W.A. Mozart: Symphonies de jeunesse Vol. 2) (Musique jusqu'au XVIIIe siècle)
- 2005:
  -  Allemagne Concerto Köln (Johann Wilhelm Wilms: Symphonies n° 6 & 7) (Musique du XVIIIe siècle)
  -  Finlande Esa-Pekka Salonen,  États-Unis Orchestre philharmonique de Los Angeles (Hindemith: Sinfonische Metamorphosen; die vier Temperamente; Mathis der Maler) (Musique du 20e/21e siècle)
  -  Autriche Nikolaus Harnoncourt,  Autriche Orchestre philharmonique de Vienne (Anton Bruckner: Symphonie n° 5) (Musique du XIXe siècle)
- 2004:
  -  Autriche György Ligeti (The Ligeti Projekt (György Ligeti)) (Musique du XXe siècle)
  -  Royaume-Uni Sir Simon Rattle (Symphonies n° 1-9) (Musique du XIXe siècle)
- 2003:
  -  États-Unis Chicago Symphony Orchestra,  Argentine Daniel Barenboim (W. Furtwängler: Symphonie n° 2)
  -  Allemagne Concerto Köln,  Allemagne Sarband (Dream of the Orient)
  -  États-Unis San Francisco Symphony,  États-Unis Michael Tilson Thomas,  États-Unis Thomas Hampson,  États-Unis Alexander Frey (Charles Ives: An American Journey)
- 2002:
  -  Allemagne Günter Wand (A. Bruckner. Symphonie n° 7) (Musique du XIXe siècle)
  -  Allemagne Musica Antiqua Köln (G. Telemann: Sinfonia spirituosa) (Musique du XVIIIe siècle)
  -  États-Unis Orchestre symphonique de Pittsburgh,  Lettonie Mariss Jansons (D. Chostakovitch: Symphonie n° 8) (Musique du XXe siècle)
- 2001:
  -  Allemagne Concerto Köln (A. Eberl: Symphonies)
  -  Allemagne Günter Wand (A. Bruckner: Symphonie n° 7)
  -  Royaume-Uni Roger Norrington (E. Elgar: Symphonie n° 1)
- 2000:
  -  Royaume-Uni London Mozart Players (L. Kozeluch) (Musique du XVIIIe siècle)
  -  Royaume-Uni Orchestre Philharmonia,  Allemagne Christian Thielemann (R. Schumann: Symphonie n° 3, Rhénane, Op. 97) (Musique du XIXe siècle)
  -  Allemagne Philharmonisches Staatsorchester Hamburg  Allemagne Ingo Metzmacher (The Millennium Concert) (Musique du XXe siècle)
- 1999:
  -  Allemagne Günter Wand (Bruckner: Symphonie n° 4) (Musique du XIXe siècle)
  -  Allemagne Viktor Lukas,  Allemagne Lukas-Consort (C. Cannabish: Symphonies) (Musique du XVIIIe siècle)
  -  Lettonie Mariss Jansons (D. Chostakovitch: Symphonie n° 5) (Musique du XXe siècle)
  -  États-Unis Murray Perahia (Suites Anglaises) (Musique du 17e/18e siècle)
- 1998:
  -  Allemagne Christian Thielemann (R. Schumann: Symphonie n° 2) (Musique du XIXe siècle)
- 1997:
  -  Royaume-Uni Orchestre Philharmonia,  Nouvelle-Zélande Gary Brain (Die Orchesterwerke)
- 1996:
  -  Allemagne Orchestre symphonique de la Radiodiffusion bavaroise,  États-Unis Lorin Maazel (R. Strauss: Also sprach Zarathustra)
- 1995:
  -  Royaume-Uni Orchestre symphonique de Birmingham,  Royaume-Uni Sir Simon Rattle (Stabat Mater, Litania do Marii Panny, Symphonie n° 3)
- 1994:
  -  Royaume-Uni Orchestre Révolutionnaire et Romantique,  Royaume-Uni John Eliot Gardiner (H. Berlioz: Symphonie Fantastique) (Musique du XIXe siècle)

## Enregistrement de soliste de l'année
- 2015:
  - Piano
    -  Pologne Piotr Anderszewski (Bach: Englische Suiten 1, 3 & 5) (17./18. Jahrhundert)
    -  Russie Grigory Sokolov (The Salzburg Recital) (19. Jahrhundert)
    -  Allemagne Steffen Schleiermacher (teachers, friends, colleagues) (20./21. Jahrhundert)

  - Chant
    -  Allemagne Valer Barna-Sabadus,  Allemagne Hofkapelle München,  Italie Alessandro De Marchi (Gluck: La belle imagini)
    -  Lettonie Elīna Garanča (Meditation)
    -  France Patricia Petibon (La belle excentrique)
- 2014:
  -  Allemagne Stephan Schardt (Telemann: Violin-Sonaten) (17./18. Jahrhundert)
  -  Russie Igor Levit (späte Beethoven-Sonaten) (19. Jahrhundert)
  -  Russie Arcadi Volodos (Volodos plays Mompou) (20./21. Jahrhundert)
  -  Allemagne Jonas Kaufmann (Verdi-Album) (Duette/Arien)
  -  Autriche Miriam Feuersinger,  Suisse Capricornus Consort Basel (Graupner: Himmlische Stunden, selige Zeiten) (Arien/Rezitale)
  -  Royaume-Uni Ian Bostridge, Antonio Pappano (Benjamin Britten) (Lied)
- 2013:
  -  États-Unis Emanuel Ax (Haydn/Beethoven/Schumann: Variations) (17./18. Jahrhundert)
  -  Lettonie Elīna Garanča (Romantique) (Duette/Opernarien)
  -  Russie Nikolaï Louganski (Rachmaninov: pianosonaten 1 & 2) (20./21. Jahrhundert)
  -  Royaume-Uni Mark Padmore (Britten: Serenade & Nocturne/Finzi: Dies Natalis) (Lied)
  -  Pays-Bas Leo van Doeselaar (Heinrich Scheidemann: orguewerke) (19. Jahrhundert)
  -  Mexique Rolando Villazón (Villazón Verdi) (Arien/Rezitale)
- 2012:
  -  Pologne Rafał Blechacz (Debussy - Szymanowski) (20./21. Jahrhundert)
  -  Allemagne Rebekka Hartmann (Birth of the Violin) (17./18. Jahrhundert)
  -  Italie Jin Ju (Beethoven, Czemy, Schubert: Piano Music) (19. Jahrhundert)
- 2011:
  -  France Alexandre Tharaud (Sonaten (Scarlatti)) (17./18. Jahrhundert)
  -  Pays-Bas Henrico Stewen (Various Organ Works (Reger)) (20./21. Jahrhundert)
  -  Pologne Piotr Anderszewski (pianowerke (Schumann)) (19. Jahrhundert)
- 2010:
  -  Allemagne Hardy Rittner (de) (Sämtliche pianowerke (Arnold Schönberg)) (20./21. Jahrhundert)
  -  Roumanie Mihaela Ursuleasa (pianowerke (Beethoven/Brahms/Ravel/Ginastera/Constantinescu)) (19. Jahrhundert)
  -  États-Unis Murray Perahia (Partitas 1,5 & 6 (Bach)) (17./18. Jahrhundert)
- 2009:
  -  Allemagne Martin Helmchen (Franz Schubert, pianosonate D 959 & 6 Moments Musicaux D 780) (19. Jahrhundert)
  -  France Pierre-Laurent Aimard (Hommage à Messiaen) (20./21. Jahrhundert)
  -  Allemagne Ragna Schirmer (G. F. Händel, Die pianosuiten) (17./18. Jahrhundert - piano)
- 2008:
  -  France David Fray (pianowerke) (Musik des 20./21. Jahrhunderts)
  -  Allemagne Martin Stadtfeld (pianosonaten) (Musik des 19. Jahrhunderts)
  -  États-Unis Murray Perahia (Partitas 2,3,4) (Musik des 17./18. Jahrhunderts)
- 2007:
  -  Russie Arcadi Volodos (Volodos Plays Liszt (Franz Liszt)) (Musik des 19. Jahrhunderts)
  -  Russie Boris Berezovsky (Ludus Tonalis-Suite "1922" (Paul Hindemith)) (Musik des 20./21. Jahrhunderts)
  -  Allemagne Christian Tetzlaff (J.S. Bach Sonatas & Partitas (Johann Sebastian Bach)) (Musik des 17./18. Jahrhunderts)
- 2006:
  -  Russie Ievgueni Kissine (Russian Album) (Musik des 20./21. Jahrhunderts)
  -  Allemagne Joachim Held (Erfreuliche Lautenlust) (Musik des 17./18. Jahrhunderts)
  -  Italie Maurizio Pollini (F. Chopin: Nocturnes) (Musik des 19. Jahrhunderts)
- 2005:
  -  Canada Marc-André Hamelin (Nikolai Kapustin: Piano Music) (Musik des 20./21. Jahrhunderts)
  -  Allemagne Martin Stadtfeld (J. S. Bach: Bach Pur) (Musik des 17./18. Jahrhunderts)
  -  Allemagne Michael Korstick (Schubert, Beethoven: Sonate B-Dur D 960, 6 Bagatellen op. 126, pianostücke WoO 60-61a) (Musik des 19. Jahrhunderts)
- 2004:
  -  France Pierre-Laurent Aimard (Images/Etudes (Claude Debussy)) (Musik des 19. Jahrhunderts)
- 2003:
  -  Allemagne Christian Zacharias (Sonatas (Domenico Scarlatti))
  -  France Jean-Yves Thibaudet (The Magic of Satie (Erik Satie))
  -  Chine Li Yundi (Franz Liszt)
- 2002:
  -  Turquie Ferhan et Ferzan Önder (Vivaldi Reflections (Antonio Vivaldi))
  -  Norvège Leif Ove Andsnes (pianorecital (Franz Liszt))
  -  France Pierre-Laurent Aimard (Melodien für Orchester (György Ligeti))
- 2001:
  -  Turquie Fazil Say (Le Sacre du Printemps)
  -  Russie Mikhaïl Pletnev (Live at Carnegie Hall)
  -  États-Unis Murray Perahia (Goldberg Variationen)
- 2000:
  -  Autriche Arnold Schoenberg Chor,  Italie Il Giardino Armonico,  Italie Cecilia Bartoli (The Vivaldi Album) (17./18. Jahrhundert)
  -  Allemagne Jürgen Ruck,  Italie Elena Cásoli (Chamber Music Vol. 1 (H.W. Henze)) (20. Jahrhundert)
  -  Allemagne Markus Becker (de) (Das pianowerk Vol. 5 (M. Reger)) (19. Jahrhundert)
- 1999:
  -  Russie Arcadi Volodos (Liszt, Scriabin, Rachmaninoff) (19. Jahrhundert)
  -  Russie Mikhail Pletnev (Piano Works (A. Scriabin)) (20. Jahrhundert)
- 1998:
  -  États-Unis Mandy Patinkin (Mamaloshen)
- 1997:
  -  Allemagne Jens Peter Maintz (de) (violoncelle discordable, Bach, Dutilleux, Kodaly)

## Premier enregistrement mondial de l'année
- 2015:
  -  France Philippe Jaroussky,  Canada Karina Gauvin (Agostino Steffani: Niobe, Regina di Tebe)
- 2014:
  -  Allemagne Trio Image (piano-Trios von Mauricio Kagel)
- 2013:
  -  Italie Cecilia Bartoli,  Suisse I Barocchisti,  Suisse Diego Fasolis (Mission)
- 2012:
  -  Danemark Michala Petri,  Danemark Danish National Vocal Ensemble,  Royaume-Uni Stephen Layton (en) (The Nightingale)
- 2011:
  -  Autriche Manfred Honeck,  Suède Orchestre symphonique de la radio suédoise (Jeanne D’Arc (Braunfels))
- 2010:
  -  Tchéquie Orchestre philharmonique tchèque,  Australie Sir Charles Mackerras (Drei Fragmente und Suite aus der Oper "Juliette" (Bohuslav Martinu))
- 2009:
  -  Allemagne Matthias Kirschnereit (de),  Allemagne Robert Schumann-Philharmonie Chemnitz,  Allemagne Frank Beermann (Felix Mendelssohn Bartholdy, Die pianokonzerte in e-Moll)
- 2008:
  -  Allemagne Gächinger Kantorei Stuttgart,  Allemagne Orchestre symphonique de la radio de Stuttgart,  Allemagne Helmuth Rilling (Johannes-Passion und Johannes-Ostern)
- 2007:
  -  Allemagne Marek Janowski,  Allemagne Rundfunk-Sinfonieorchester Berlin (Hans Werner Henze: Aristaeus (Hans Werner Henze))
- 2006:
  -  Allemagne Marek Janowski,  Allemagne Rundfunk-Sinfonieorchester Berlin (P. Hindemith: The Long Christmas Dinner – Das lange Weihnachtsmahl)
- 2005:
  -  Allemagne Anne-Sophie Mutter (Henri Dutilleux, Bela Bartok, Igor Stravinsky - Violin concertos)
- 2004:
  -  Allemagne Torsten Rasch (en),  Allemagne Katharina Thalbach,  Allemagne René Pape,  Allemagne Dresdner Sinfoniker (de),  Royaume-Uni John Carewe (Mein Herz brennt (Thorsten Rasch))
- 2003:
  -  Allemagne Rundfunk-Sinfonieorchester Berlin,  Allemagne Marek Janowski (Die Harmonie Der Welt (Paul Hindemith))
- 2002:
  -  Allemagne Berliner Baroque Solisten (Unbekannte Werke (G.P. Telemann))
  -  États-Unis Michael Tilson Thomas (Tuck and Roll)
  -  Allemagne Roger Epple (de),  Allemagne Claudia Barainsky (de),  Tom Harper (Wachsfigurenkabinett (K.A. Hartmann))
- 2001:
  -  Autriche György Ligeti,  Allemagne Wolfgang Mohr (The Ligeti Project I - Mysteries of the Macabre)
- 2000:
  -  Hongrie Péter Eötvös (Drei Schwestern, d'après Tchekhov)
- 1999:
  -  Allemagne André Previn,  États-Unis Orchestra of the San Francisco Opera (A Streetcar Named Desire)
- 1998:
  -  Allemagne Anne-Sophie Mutter (Lambert Orkis, Metamorphosen)
- 1997:
  -  Allemagne Gächinger Kantorei Stuttgart,  Allemagne Bach-Collegium Stuttgart,  Allemagne Helmuth Rilling (Lazarus D 689)

## Prix pour l'ensemble d'une carrière
- 2017 :  Allemagne Brigitte Fassbaender
- 2016 :  Autriche Alfred Brendel
- 2015 :  Allemagne/ Israël Menahem Pressler
- 2014 :  Autriche Nikolaus Harnoncourt
- 2013 :  Allemagne Helmuth Rilling
- 2012 :  Argentine Daniel Barenboim
- 2011 :  Inde Zubin Mehta
- 2010 :  Allemagne Kurt Masur
- 2009 :  Espagne Plácido Domingo
- 2008 :  Espagne José Carreras
- 2007 :  Espagne Montserrat Caballé
- 2006 :  Allemagne Elisabeth Schwarzkopf
- 2005 :  France Pierre Boulez
- 2004 :  Autriche György Ligeti
- 2003 :  Allemagne Anneliese Rothenberger
- 2002 :  Italie Maurizio Pollini
- 2001 :  Australie Joan Sutherland
- 2000 :  Allemagne Dietrich Fischer-Dieskau
- 1999 :  Suède Nicolai Gedda
- 1998 :  Russie Mstislav Rostropovitch
- 1997 :  Hongrie Sir Georg Solti
- 1996 :  Allemagne Günter Wand et  États-Unis Yehudi Menuhin
- 1995 :  Hongrie Sándor Végh
- 1994 :  Allemagne Christa Ludwig

## Prix spéciaux
- 2015:
  -  Chine Lang Lang International Music Foundation
- 2013:
  -  Turquie Fazıl Say
- 2012:
  -  Israël Orchestre de chambre d'Israël
  -  Allemagne Chœur de l'église Saint-Thomas de Leipzig
- 2011:
  -  Venezuela José Antonio Abreu (« Soziales Engagement »)
- 2010:
  -  Allemagne Flying Steps (en) (Pour le projet musical « Flying Steps meets Bach »)
  -  Allemagne Zeit-Stiftung
- 2009:
  -  Allemagne Fritz Busch (« Sonderpreis Historische Edition »)
- 2008:
  -  Allemagne Joachim Kaiser,  Allemagne Hänssler Verlag,  Allemagne Ludwig Beck am Rathauseck – Textilhaus Feldmeier
- 2006:
  -  Espagne José Carreras (« Ambassador of Music »)
  -  Allemagne Zeit-Stiftung,  Allemagne Gerd Bucerius (Pour le projet musical « Historische orguen Mecklenburg-Vorpommern »)
- 2005:
  -  Argentine Daniel Barenboim (« Botschafter der Musik »)
- 2004:
  -  Allemagne Christian Thielemann (« Artist of the Year »)
  -  Russie Mstislav Rostropovich (« Ambassador of Music »)
- 2003:
  -  Allemagne Johannes Rau (Pour le projet musicalt « Musik für Kinder » (Musique pour les enfants))
  -  Autriche Nikolaus Harnoncourt (« Artist of the Year »)
- 2002:
  -  Allemagne Bertelsmann-Stiftung (de) (Pour le projet musical « Neue Stimmen » (Nouvelles voix))
  -  Royaume-Uni Nigel Kennedy (« Ambassador of Music »)
- 2001:
  -  Italie Cecilia Bartoli (« Artist of the Year »)
  -  Allemagne Dieter Stolte (de) (« Medienmann des Jahres » (Homme des médias de l'année))
- 2000:
  -  Autriche Radio-Sinfonieorchester Wien,  Autriche Gottfried Rabl (Pour le projet musical « Caruso 2000 »)
  -  Allemagne Helmuth Rilling
  -  États-Unis Isaac Stern
  -  Allemagne Marianne Käch,  Allemagne Christian Müller (Pour le projet musical « Bach 2000 »)
  -  Espagne Montserrat Caballé
  -  Royaume-Uni Ted Perry (Pour le projet musical « Hyperion-Schubert-Edition »)
- 1999:
  -  Allemagne Concerto Köln,  Belgique René Jacobs (Multimédia pour « Cosi fan tutte »)
  -  France Orchestre national du Capitole de Toulouse,  France Michel Plasson (Multimédia pour « Roméo et Juliette »)
  -  Royaume-Uni Sir Peter Ustinov (Der Bürger als Edelmann, Des Esels Schatten)
- 1997:
  -  Allemagne Classic Cabinett (« Handelspartner des Jahres »)
  -  Australie David Helfgott
  -  Allemagne MusikTriennale Köln (de) (« Festival des Jahres »)
- 1996:
  -  Allemagne Ludwig Güttler (de)
- 1994:
  -  Allemagne Anne-Sophie Mutter
  -  États-Unis Philip Glass (« Crossover »)

## Source de la traduction
- (de) Cet article est partiellement ou en totalité issu de l’article de Wikipédia en allemand intitulé « Liste der ECHO-Klassik-Preisträger » (voir la liste des auteurs).